# Stadtkirche St. Dionys (Esslingen am Neckar)

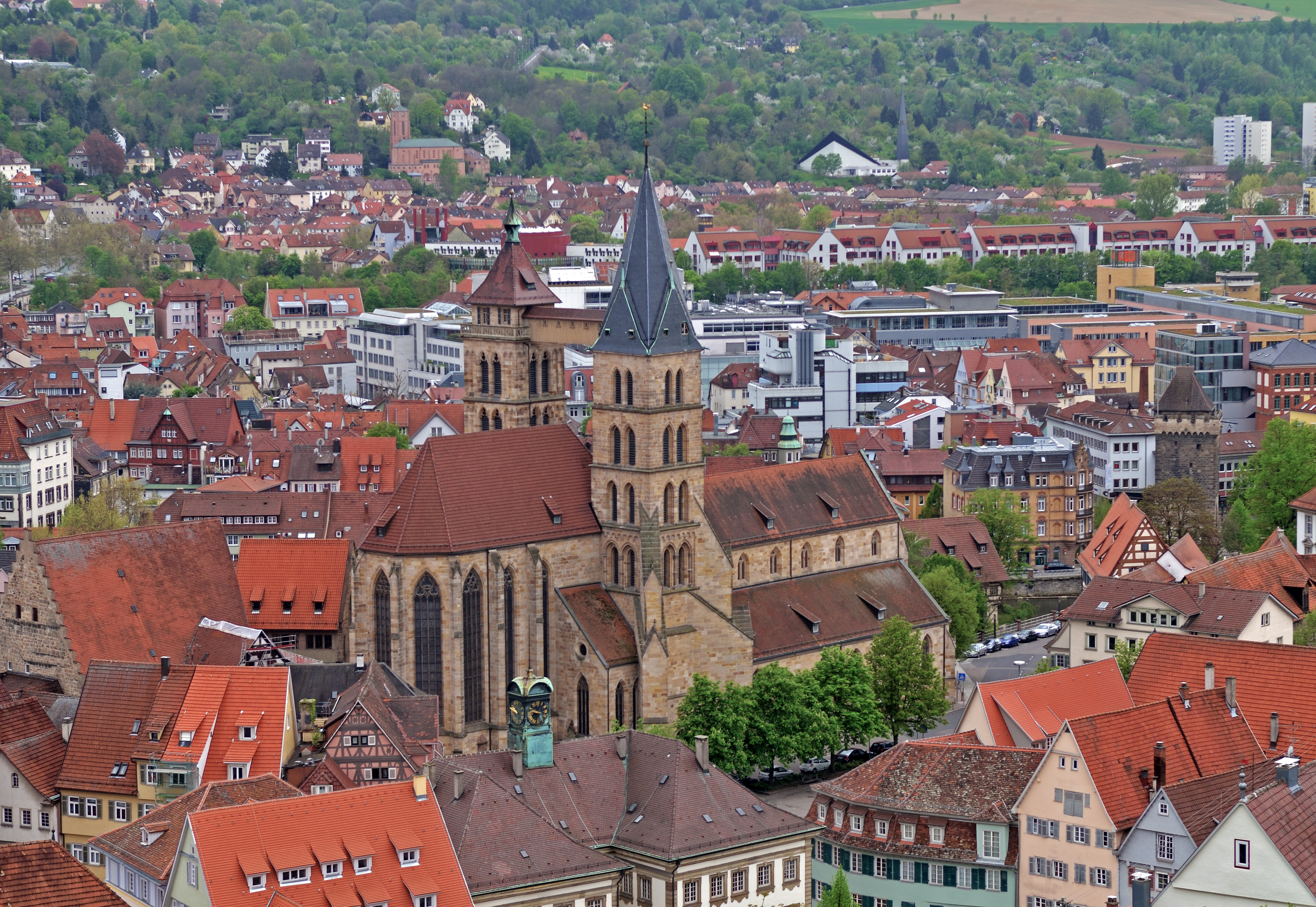
Stadtkirche St. Dionys von der Burg aus gesehen

Die evangelische Stadtkirche St. Dionys in Esslingen ist eine Kirche aus der Zeit der Gotik.
Die Kirche steht auf der Südseite des Marktplatzes und bildet mit dem katholischen Münster St. Paul und der Frauenkirche ein Bauensemble, das das Stadtbild prägt.

## Geschichte

### Vorgängerbauten

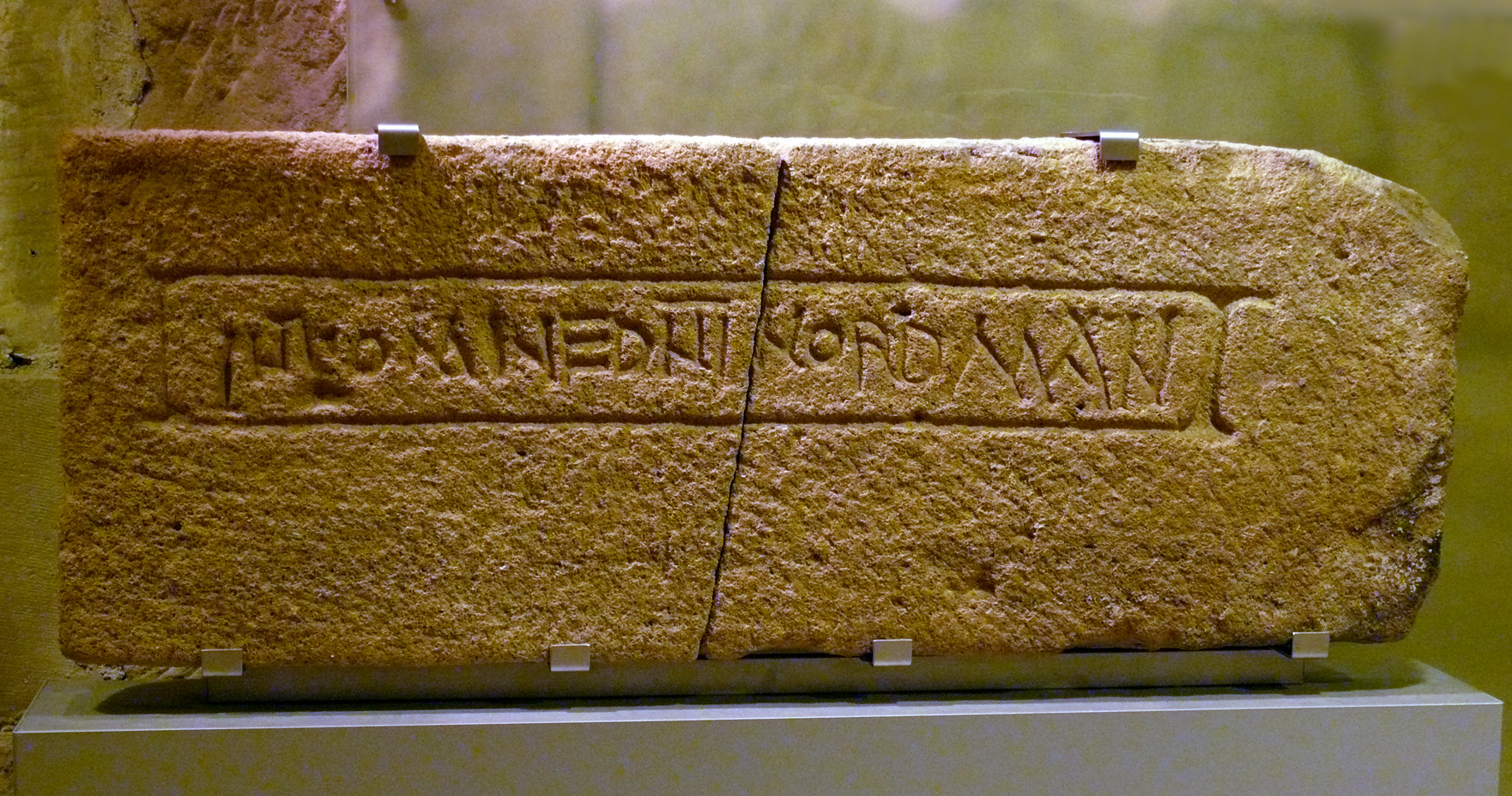
Die Nordman-Inschrift

An der Stelle der heutigen Stadtkirche wurde um 700 der erste Kirchenbau, eine St.-Vitalis-Kirche, errichtet; sie wird in der Forschung kurz als „St. Vitalis I“ bezeichnet. Diese einschiffige Saalkirche mit Friedhof war 18 Meter lang und hatte ein quadratisches Schiff und einen eingezogenen Rechteckchor. Um 764 wurde im Chor ein Reliquiengrab eingerichtet, gleichzeitig wurde der Chor durch Schranken abgetrennt. Bei Ausgrabungen wurden 17 Bestattungsstätten innerhalb des Kirchenschiffes gefunden, davon 15 Männer- und zwei Kindergräber. Bemerkenswert ist der Deckstein eines dieser Erdgräber, der die Inschrift IN NOMINE D(OMI)NI NORDMAN („Im Namen des Herrn, Nordman“) trägt. Diese Inschrift, die wohl aus dem 2. Viertel des 8. Jahrhunderts stammt, gilt als älteste mittelalterliche Grabinschrift rechts des Rheins.
784 starb Abt Fulrad vom Kloster Saint-Denis. Seinem Testament aus dem Jahr 777 ist zu entnehmen, dass er seinem Kloster sechs Zellen vermachte, darunter auch die in Esslingen. Die Reliquien des Vitalis, vielleicht auch Reliquien des Dionysius, die sich in Esslingen befanden, führten zur Entwicklung eines Marktes und einer Wallfahrt, so dass die erste Vitaliskirche schließlich einer größeren weichen musste.
Die zweite Vitaliskirche („St. Vitalis II“) in Esslingen wurde im späten 9. Jahrhundert errichtet. Sie war nicht breiter als der erste Bau, aber mit 40 Metern deutlich länger, und besaß eine geräumige Hallenkrypta. Damit war sie der größte Steinkirchenbau ihrer Zeit in Innerschwaben. Die Kirche wurde bis zum Ende des 12. Jahrhunderts mehrfach erweitert und umgebaut; unter anderem erhielt sie einen Südturm. Spätestens um die Mitte des 12. Jahrhunderts dürfte Saint-Denis keinen Einfluss mehr in Esslingen gehabt haben. Es ist unklar, wie lange bei der zweiten Vitaliskirche ein Kloster oder ein Chorherrenstift bestand. Die Kirche selbst jedoch behielt ihren wichtigen Rang als Pfarrkirche Esslingens stets bei.

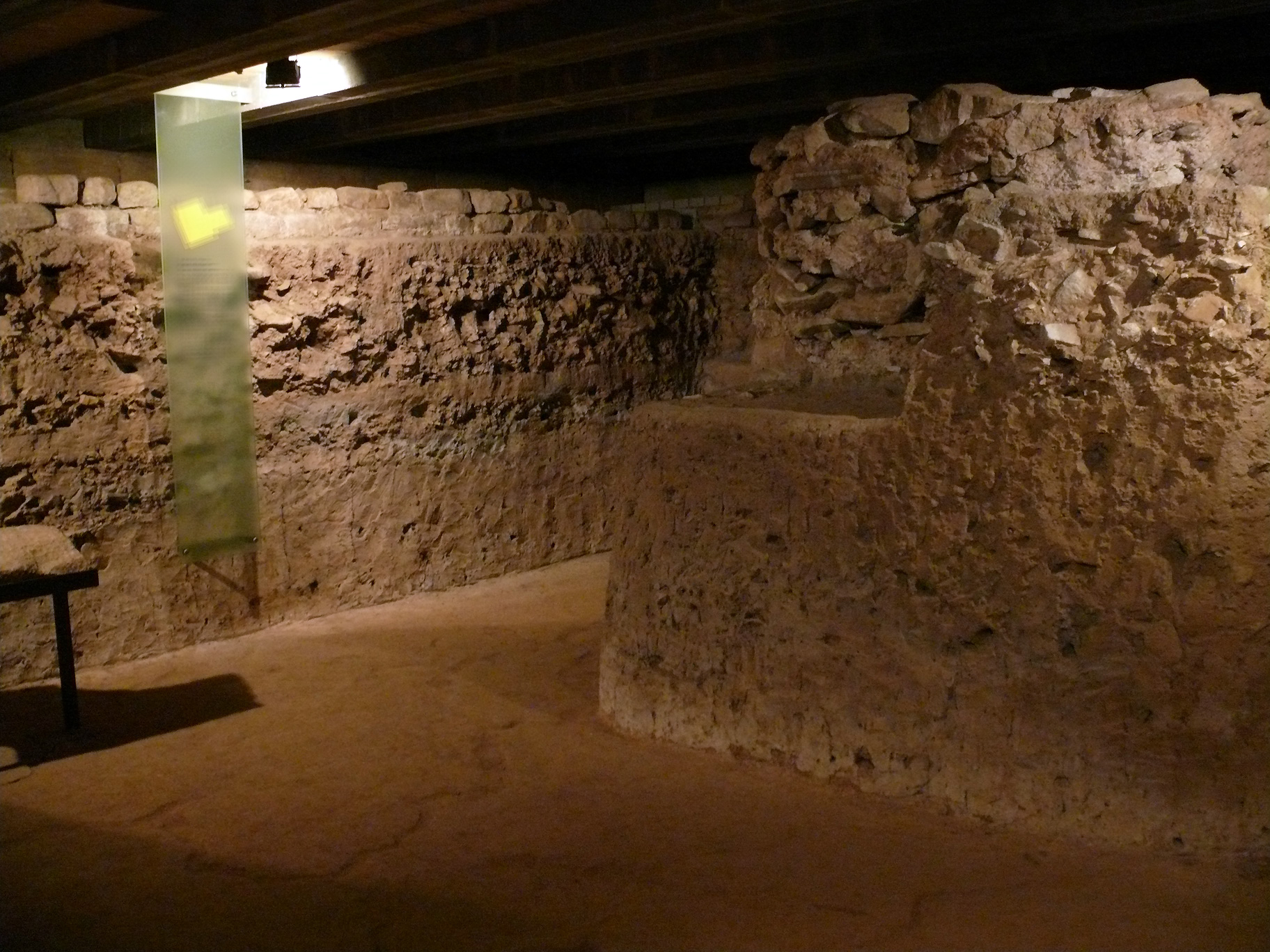
Ausgegrabene Fundamente des Chors von St. Vitalis I
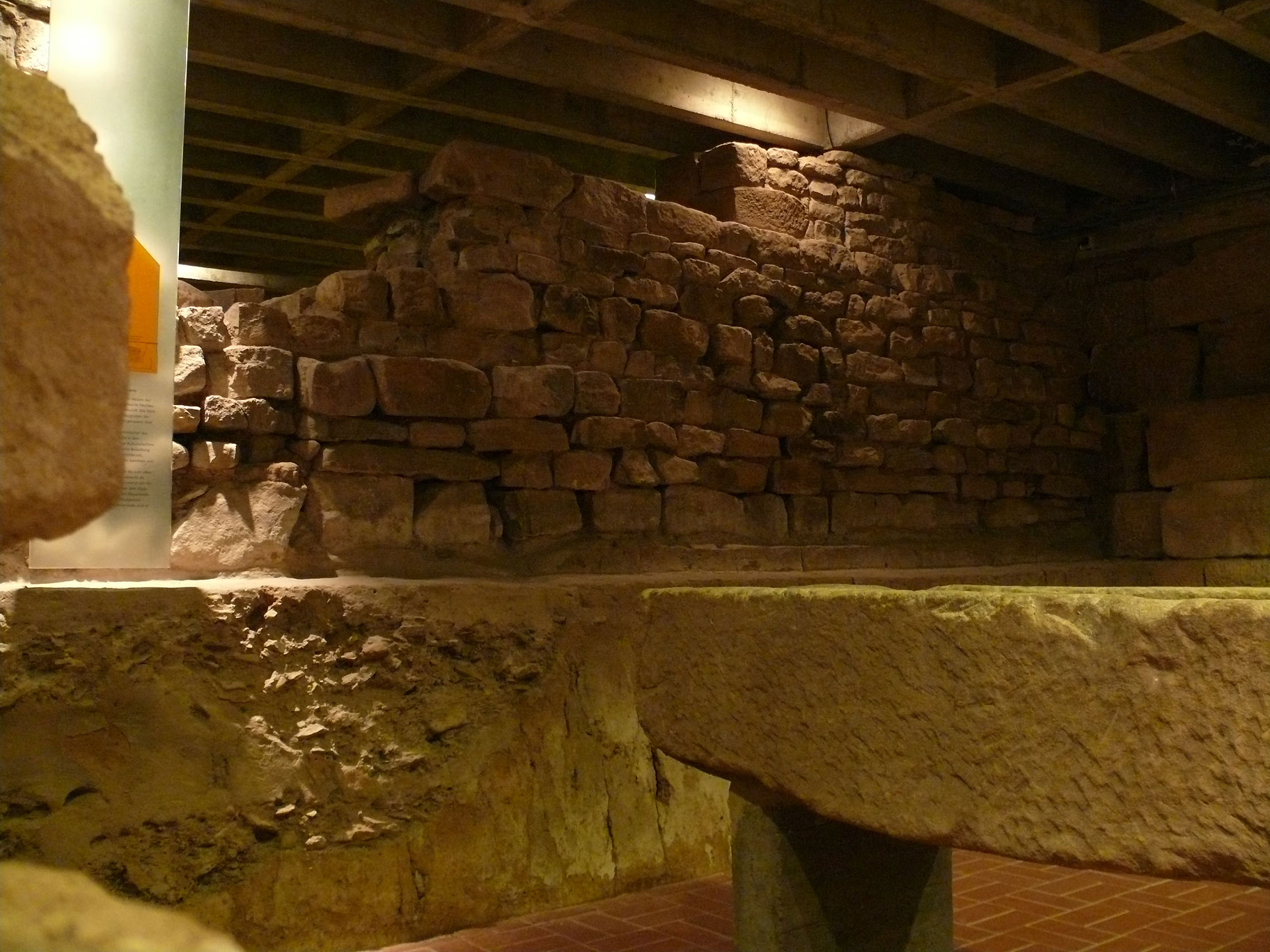
Fundamente der Fassade von St. Vitalis II; rechts ein Sarkophag
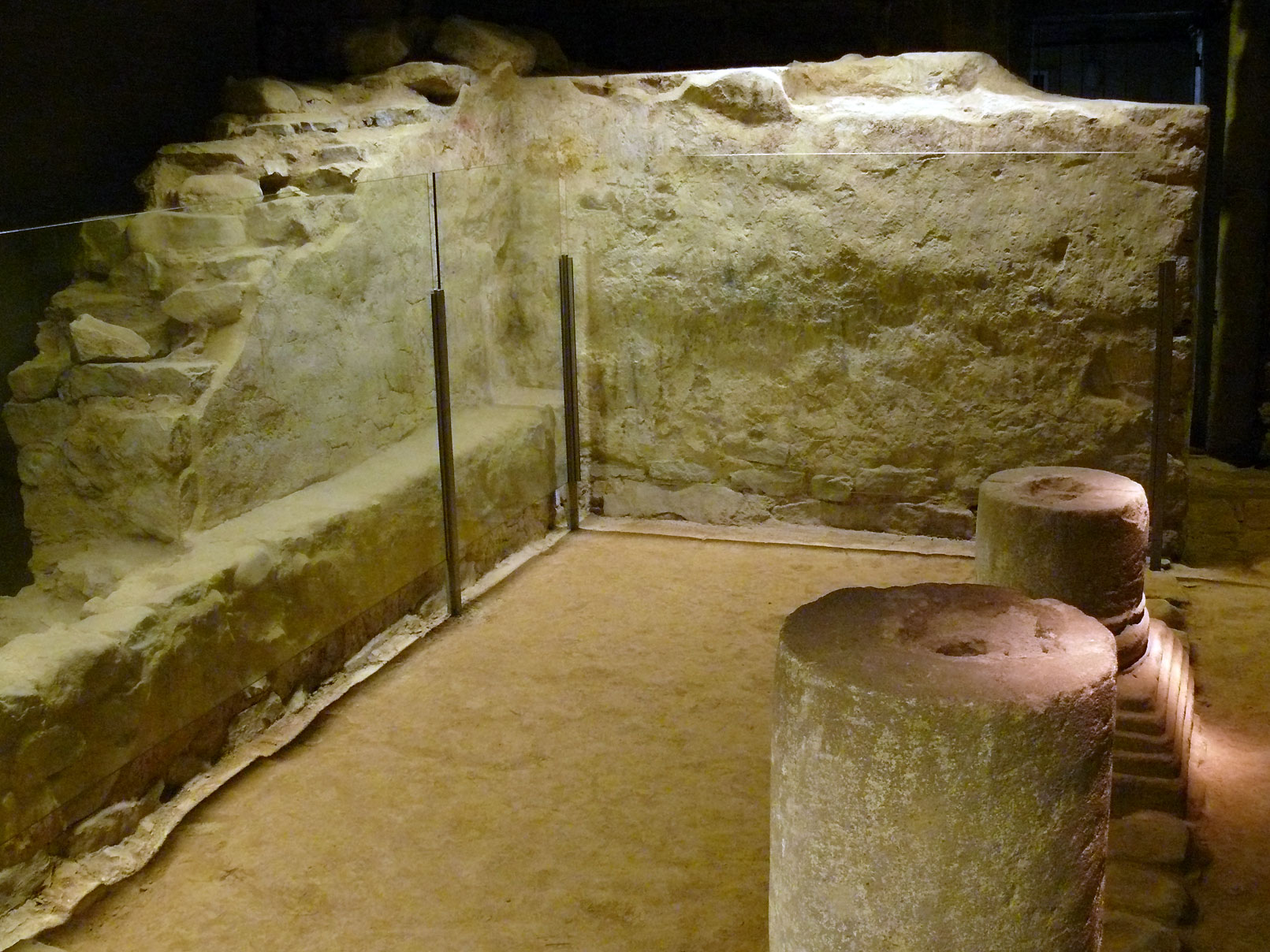
Reste der Krypta von St. Vitalis II
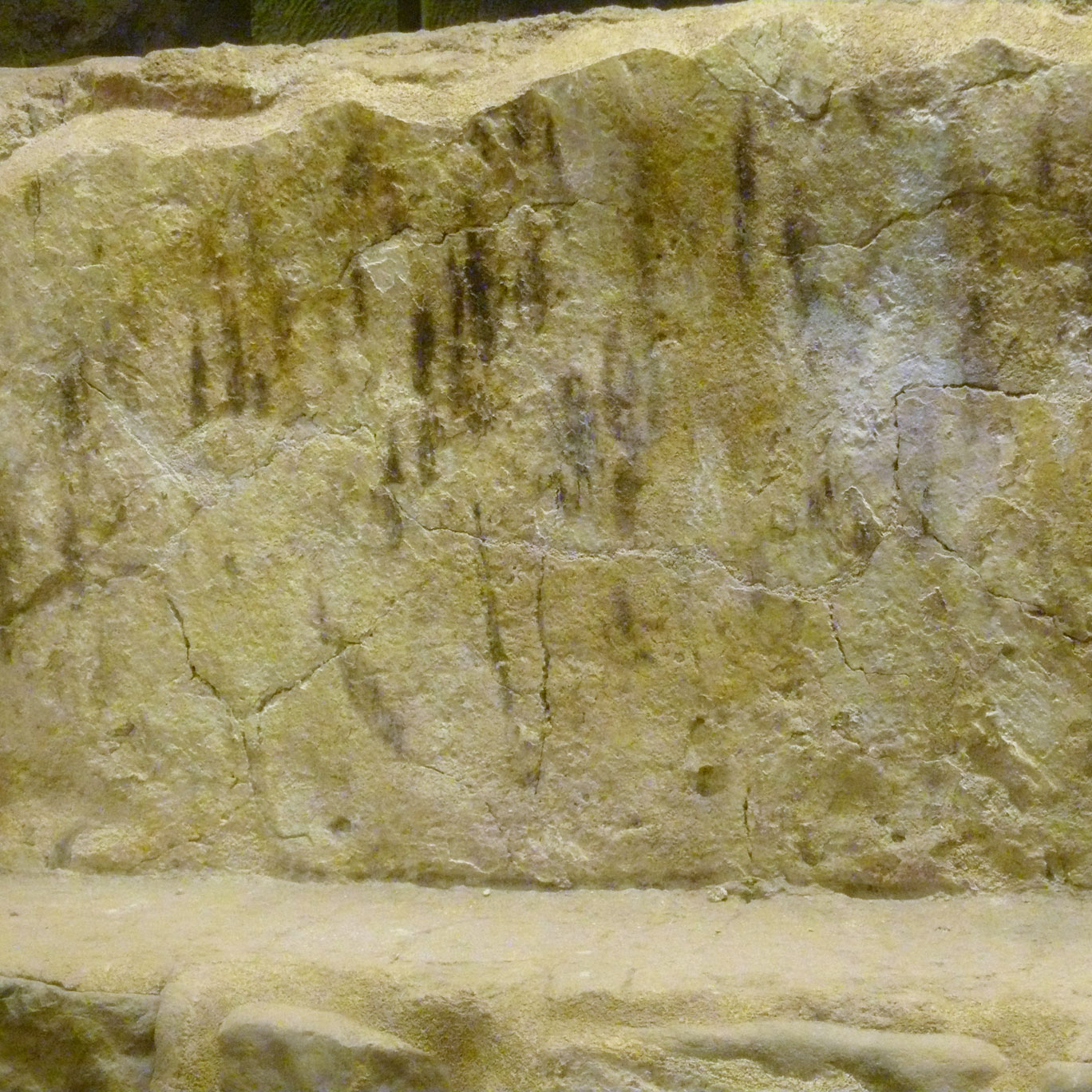
Rußspuren bezeugen, dass Pilger in der Krypta Kerzen aufstellten

### Bau von St. Dionys

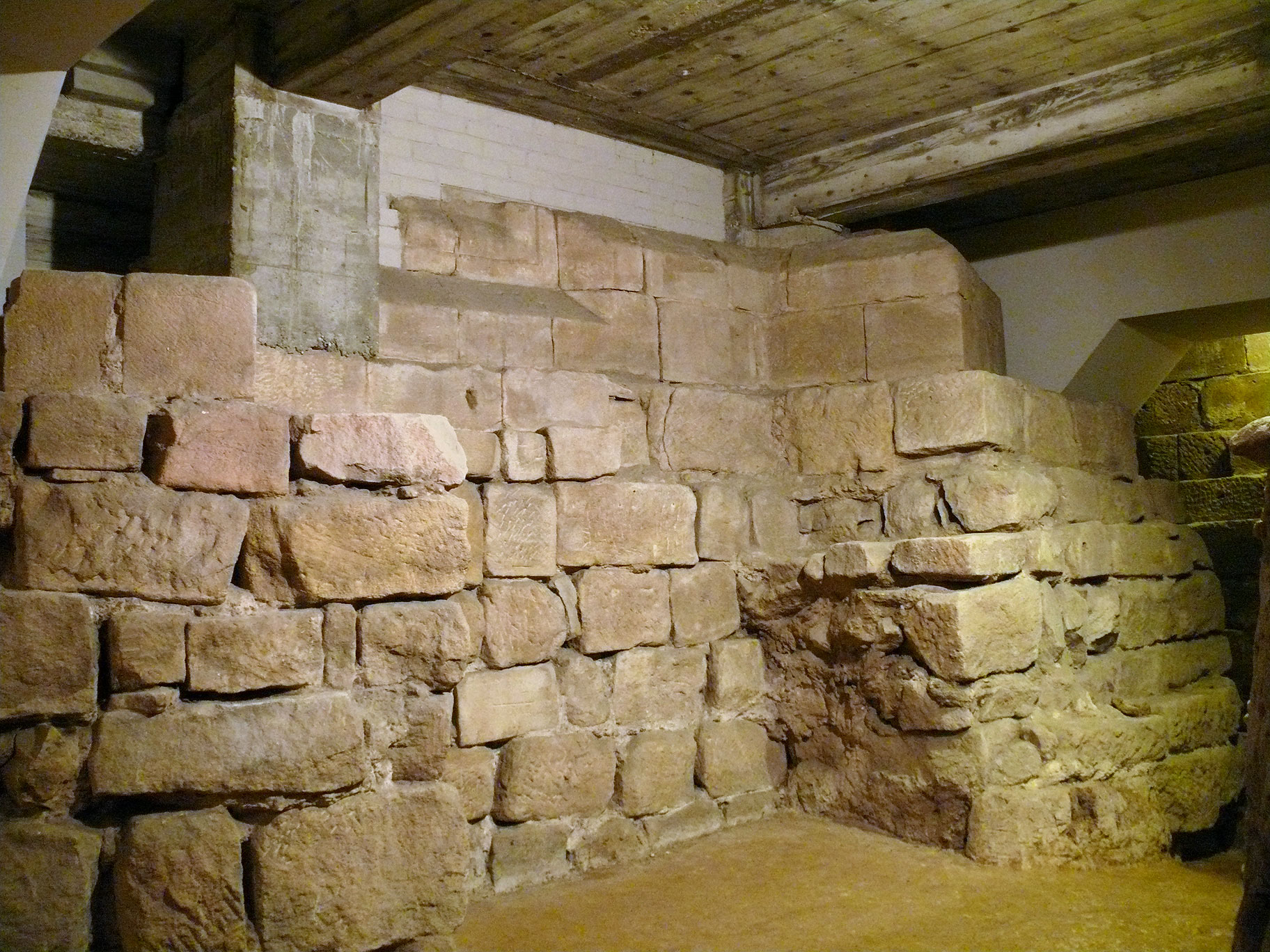
Fundamente des frühgotischen Polygonchores

Die Esslinger Pfarrkirche wurde am 30. Dezember 1213 durch König Friedrich II. an das Domkapitel in Speyer übergeben, damit künftig mit den Erträgen aus den zugehörigen Gütern das Andenken der in Speyer beigesetzten Vorfahren Friedrichs aufrechterhalten werden konnte. Wahrscheinlich war diese staufische Schenkung der Anlass für den Kirchenneubau.
Die Krypta wurde um 1220/1230 zugeschüttet und um den Chor der zweiten Vitaliskirche, deren Schiff zunächst unverändert erhalten blieb, wurden im Halbkreis die ersten neuen Bauten errichtet. Die neue Kirche sollte eine spätromanische dreischiffige Basilika mit zwei Osttürmen und einem Chor mit drei Apsiden werden. Aus dieser Zeit stammen der Unterbau des südlichen Turms, der südliche Nebenchor und die Fundamente der Hauptapsis. Die Pläne wandelten sich jedoch bald. Der Chor wurde um 1230/1240 zum frühgotischen Polygonchor umgestaltet. Die Reliquien des heiligen Vitalis und des Dionysius wurden hier in einem neuen Kastenaltar untergebracht. In dieser Zeit wurde, nachdem der südliche Turm schon stand, auch der nördliche Turm errichtet. In dieser Phase bildete eine Paradiespforte mit Rankenwerktympanon, die in die Nordturmhalle führte, den Haupteingang der Kirche.

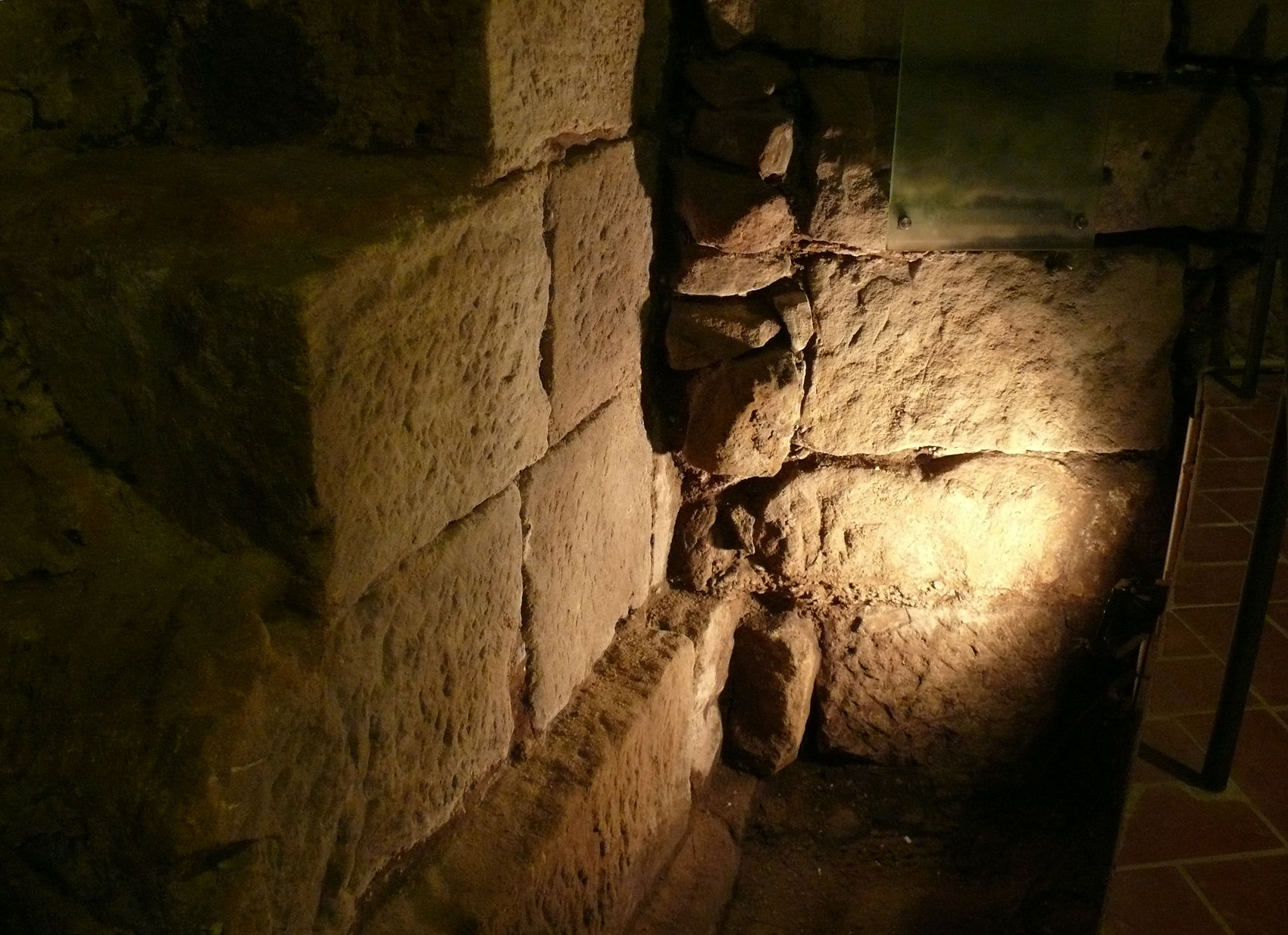
Fundamente des projektierten Westturms

Um die Mitte des 13. Jahrhunderts war das Schiff der zweiten Vitaliskirche abgerissen. Das neue hochgotische Langhaus, das nun errichtet wurde, hatte zunächst fünf Joche. In den Seitenschiffen befanden sich dreibahnige Fenster. Die Kirche wurde durch eine Nord-Süd-Achse, die zwischen den beiden großen Seitenportalen verlief, gegliedert. Diese Portale befanden sich damals in der Mitte des Langhauses. 1263 erhielt der Bau seinen Dachstuhl. Ein gegen Ende des 13. Jahrhunderts projektierter Westturm mit quadratischem Grundriss wurde schon in einer frühen Bauphase aufgegeben.
1297 wurde der Polygonchor durch den heute noch bestehenden Chor ersetzt. Er ist 1,13 Meter breiter, 7,7 Meter länger und etwas genauer geostet als der Vorgängerbau. Der Bau dieses hohen Chores hatte nicht nur eine im Inneren der Kirche deutlich sichtbare Abweichung der Bauachse zur Folge, sondern führte auch dazu, dass die Höhe der Türme angeglichen werden musste. Zunächst wurde der Nordturm aufgestockt, der nun eine Höhe von 59 Metern erreichte. Um 1320 war auch die Aufstockung des 55,5 Meter hohen Südturms abgeschlossen. Die Aufstockung der Türme führte zu einer Überlastung der Fundamente und unteren Geschosse und gefährdete den Kirchenbau.

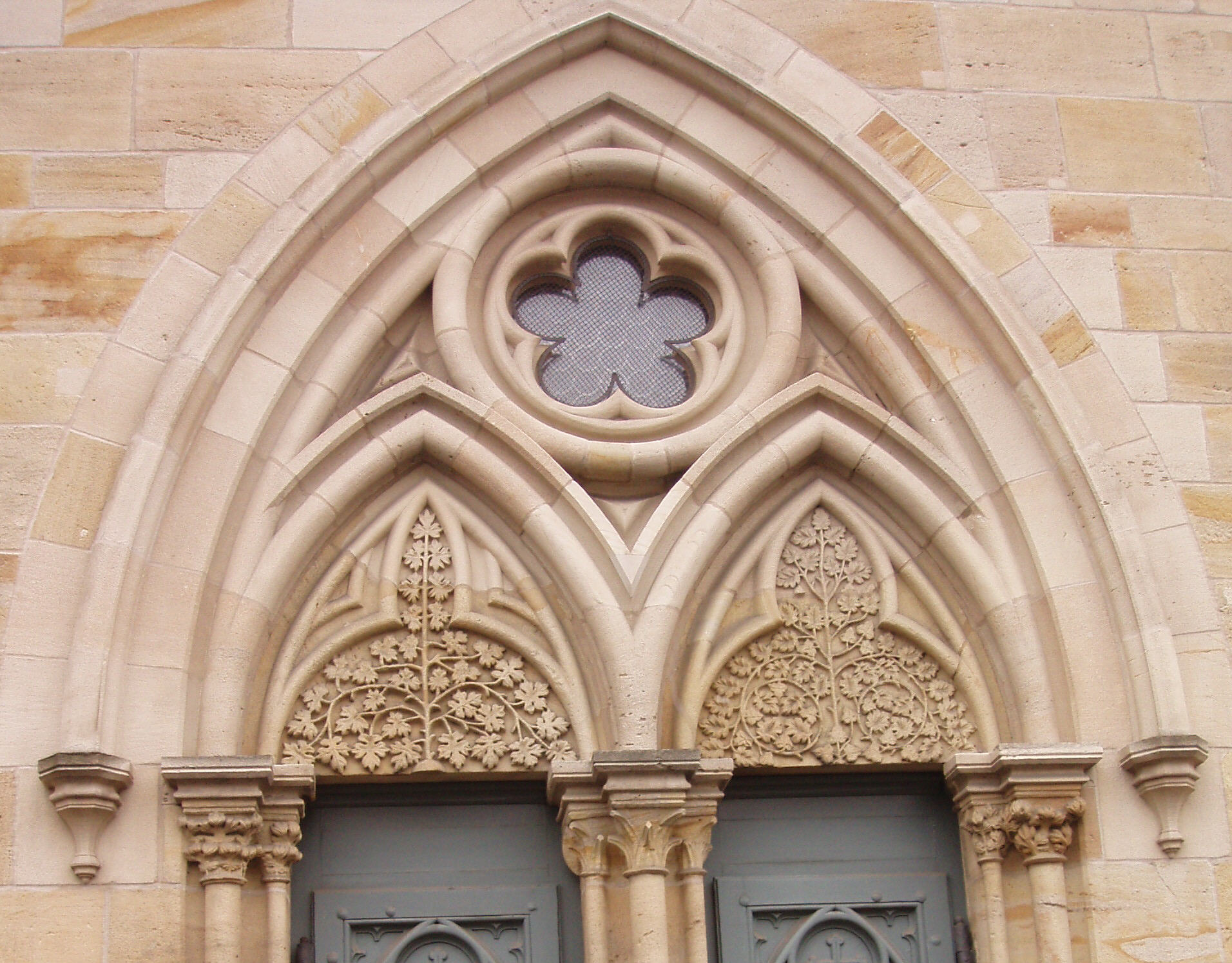
Nördlicher Seiteneingang mit Rankenwerktympana

Um 1300 erfolgte die Erweiterung des Schiffes nach Westen. Sie begann mit einer Verlegung der Stadtmauer und einer Niveauangleichung des Geländes. 1313 hatte das Langhaus sieben Joche und war um 13,5 Meter länger geworden als bisher.
In der Mitte des 14. Jahrhunderts wurden der südliche und der nördliche Nebenchor durch neue Chorseitenkapellen ersetzt. Die nördliche dieser beiden Kapellen ist erhalten geblieben. Sie diente zeitweise der Esslinger Patrizierfamilie Sachs als Grablege und wurde deshalb auch als Sachsenkapelle bezeichnet.
1352 wurden auch die Dacharbeiten über dem Chor abgeschlossen. Die Kirche war nun 70 Meter lang und 24 Meter breit. Um 1450 wurde die südliche Chorseitenkapelle durch den heute noch bestehenden zweigeschossigen Sakristeibau ersetzt. 1682 wurde ein Zugang zur Nordempore eingerichtet, der 1900 wieder beseitigt wurde. 1901 wurde die Fachwerk-Turmwächterstube durch einen Sandsteinbau ersetzt. Auch die Maßwerkbrüstungen der Plattform stammen aus dieser Umbaumaßnahme.

### Sicherungsmaßnahmen an den Türmen

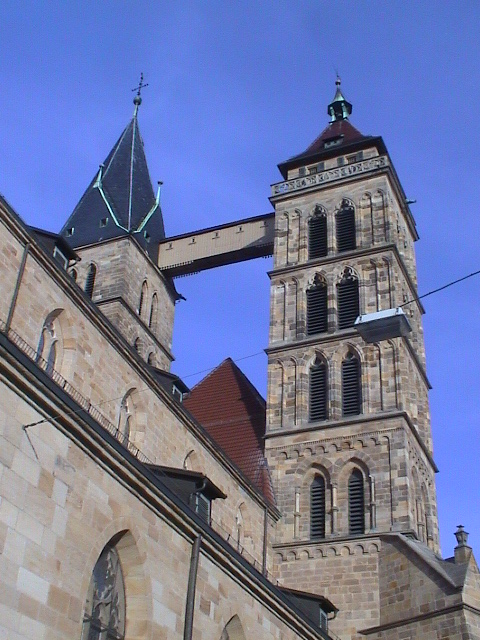
Die Türme

Um 1360/1370 mussten fast alle Öffnungen der Turmuntergeschosse vermauert werden. Dadurch ging die Kirche ihres „Querhauses“ verlustig, das durch die Turmhallen gebildet worden war. Doch diese Sicherungsmaßnahme reichte nicht aus. Als der Nordturm einzustürzen drohte, wurde nach 1437 die Nordseite des Turmuntergeschosses verstärkt. Dieser 13 Meter hohen und 60 cm dicken Verbauung fiel das spätromanische Stufenportal an dieser Stelle zum Opfer. Den Zugang zu den Obergeschossen des Nordturms bildete nun der neue Spindeltreppenturm.
Der Südturm neigte sich allmählich um 56 Zentimeter in Richtung Süden. Dem versuchte man in den Jahren 1643 bis 1650 durch den Einbau zweier Holzbrücken mit eingezogenen Ketten zwischen den beiden Türmen zu begegnen. Die untere Brücke wurde 1859 beseitigt, die obere 1900 durch eine holzverkleidete Stahlkonstruktion ersetzt. Außerdem hatte der Südturm 1723 Strebepfeiler und Vormauerungen erhalten wie einst schon der Nordturm.

## Gestaltung und Ausstattung

### Äußere Gestaltung der Kirche

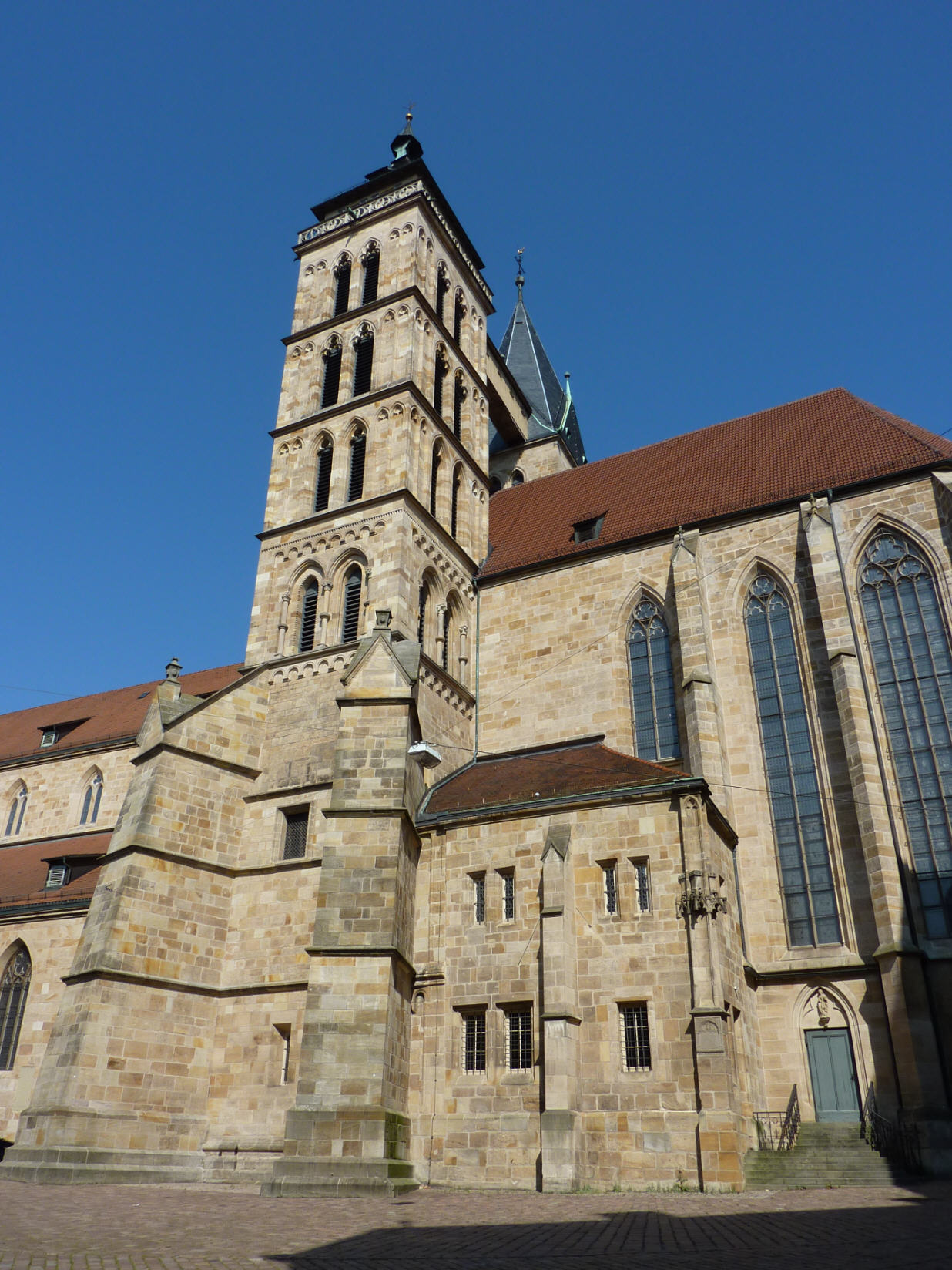
St. Dionys von Süden
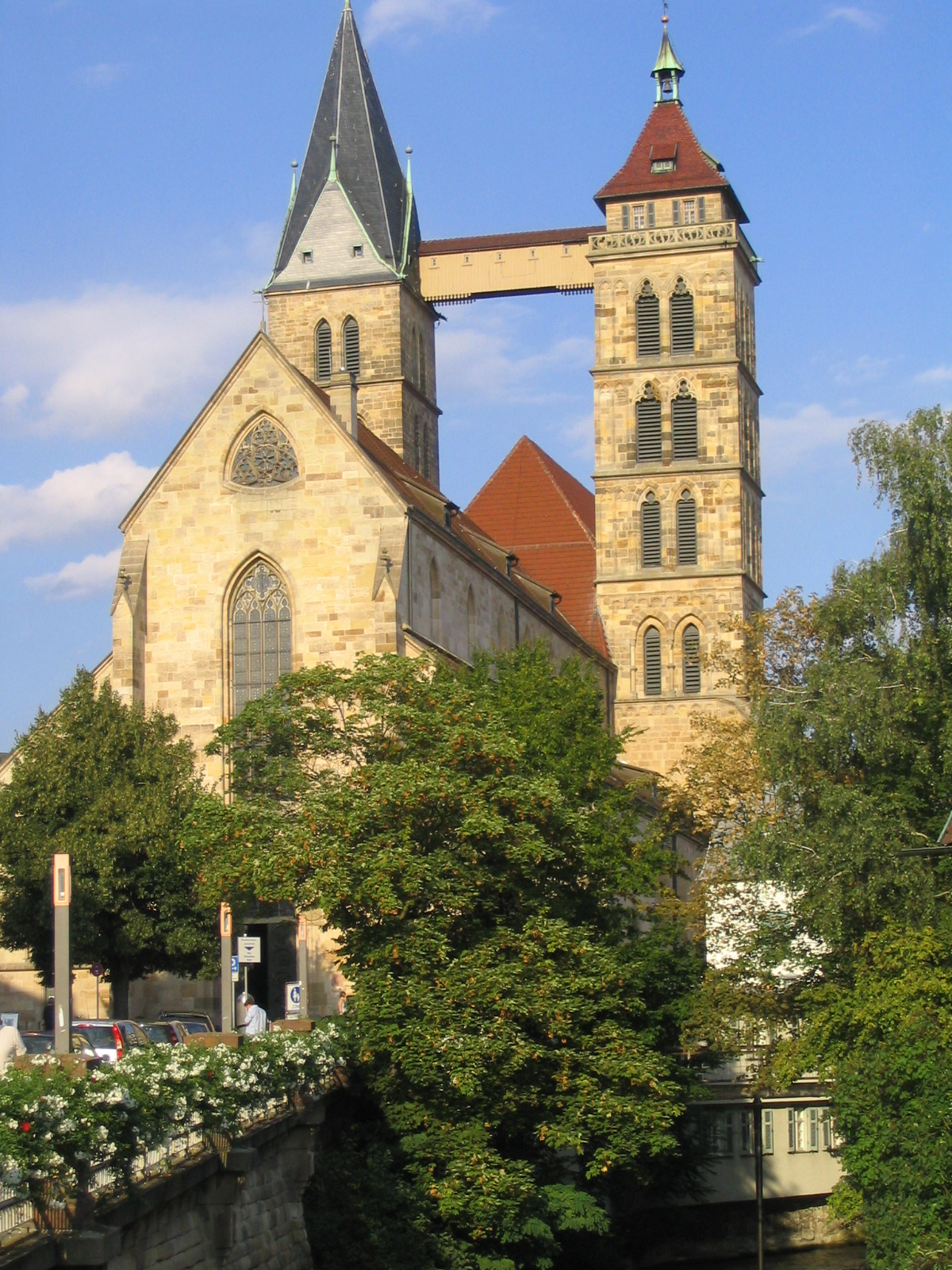
St. Dionys von Westen
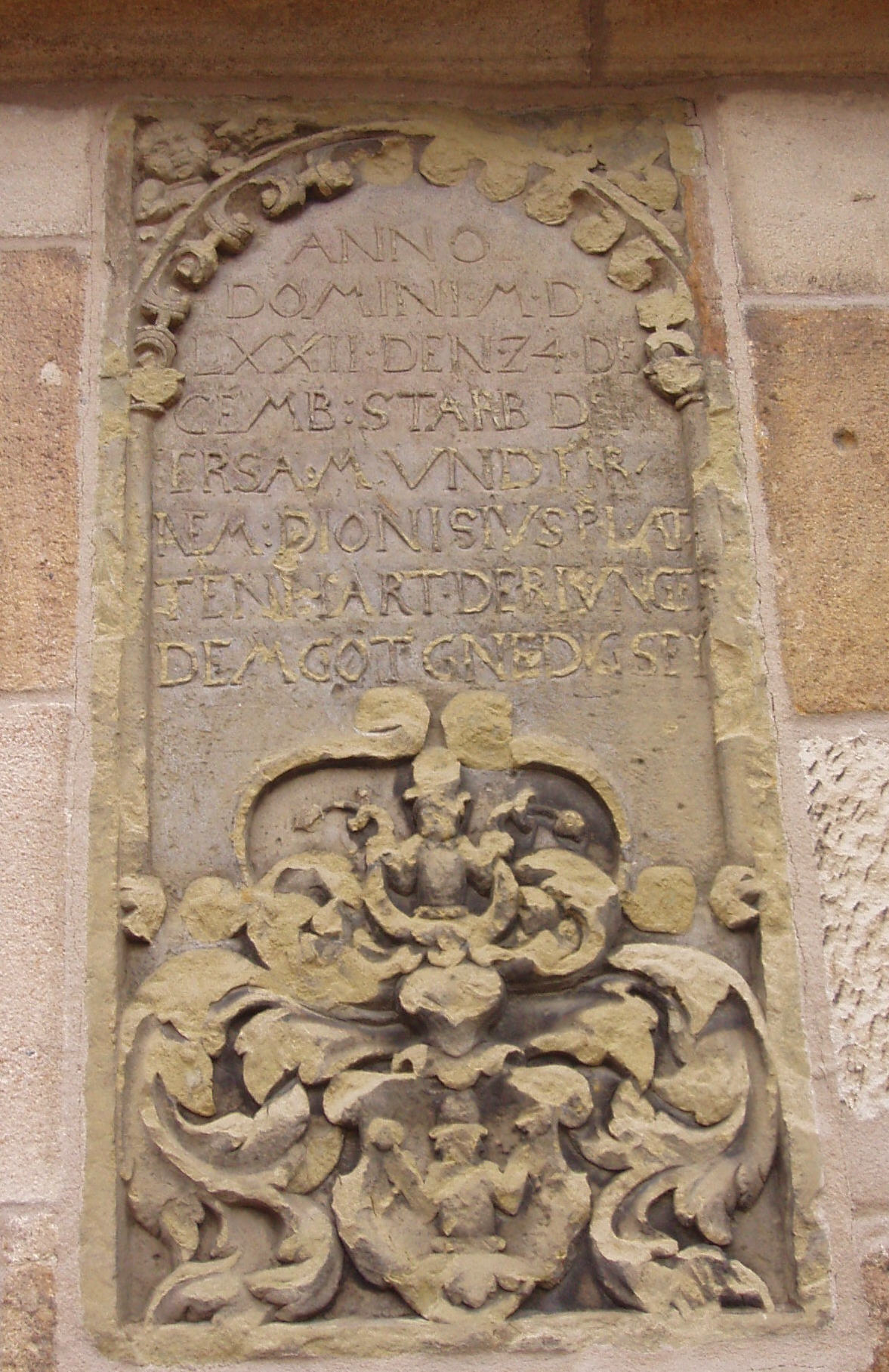
Ein alter Grabstein
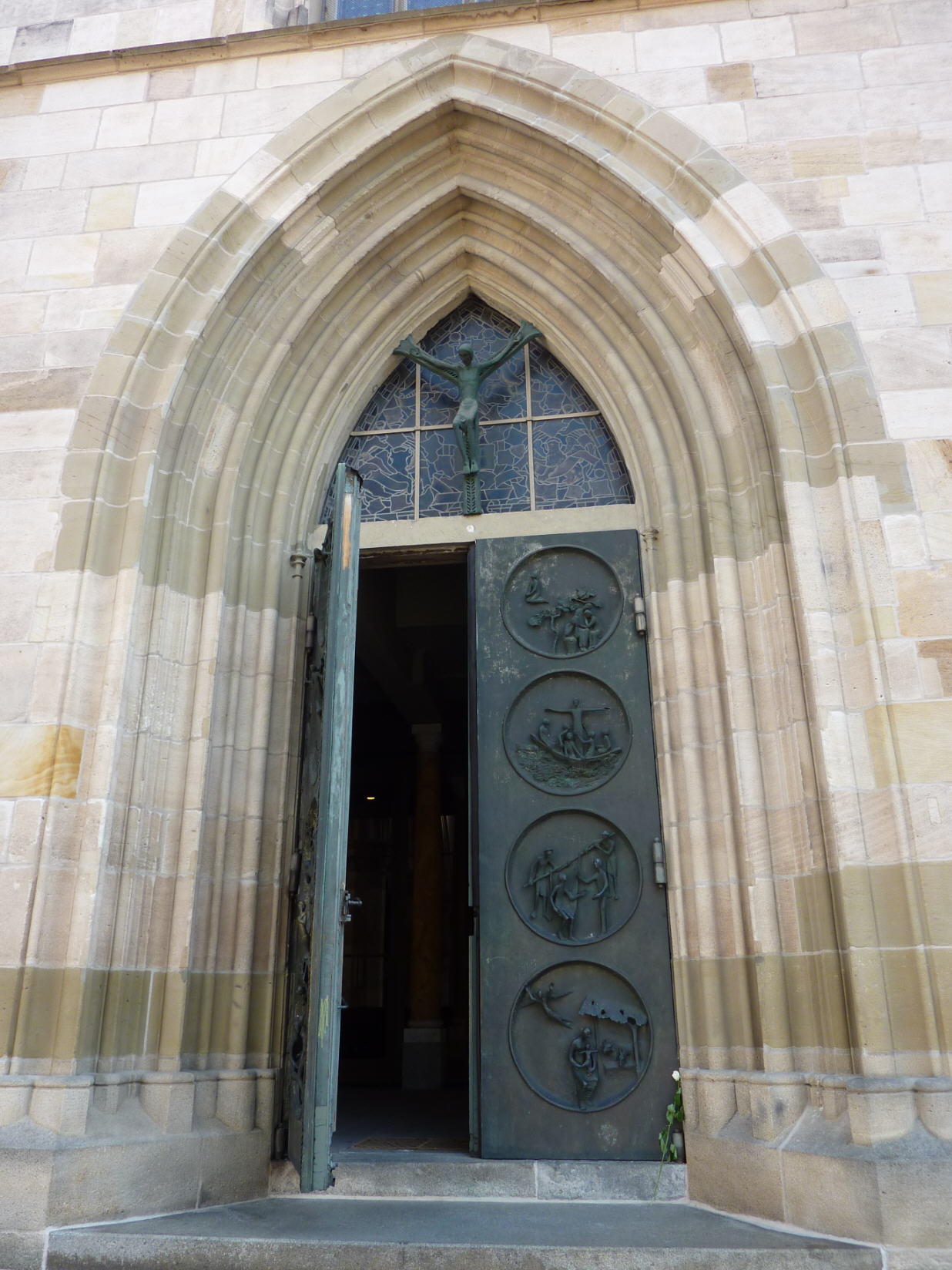
Westportal
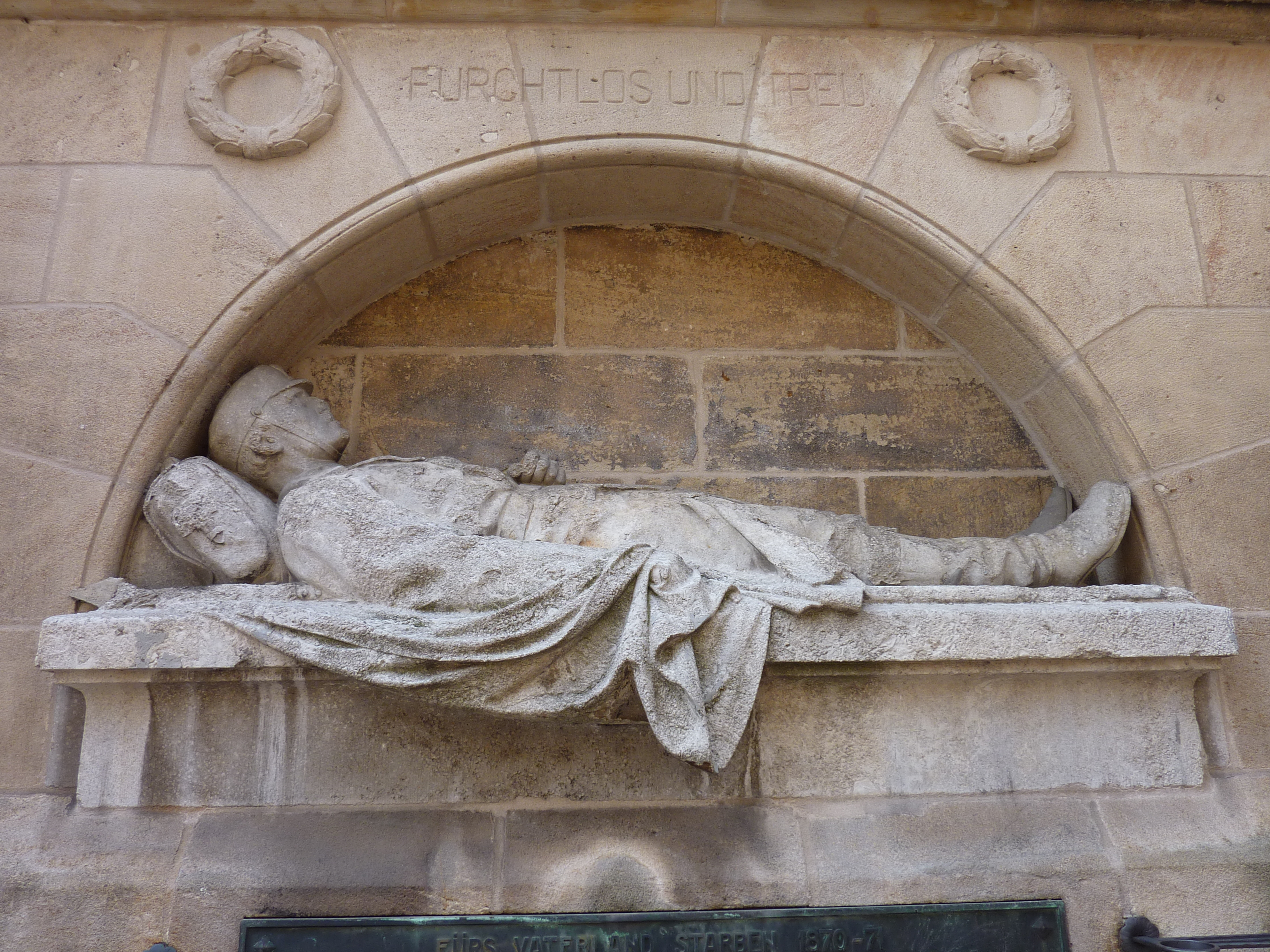
Kriegerdenkmal an der Chormauer

Um 1600 war die Kirche grau gefasst, die Fugen waren weiß. Auf der Südseite der Kirche, wo einst der Kirchhof lag, sind alte Epitaphien an der Kirchenwand angebracht. Das doppeltürige Südportal trägt seit seiner Restaurierung im Jahr 1482 Meisterzeichen und Monogramm des Max Beblinger; von der Inschrift am Türsturz ist nur noch das Wort pestis lesbar.
Am südöstlichen Sockelfeld erinnert ein Mahnmal an die Gefallenen des Krieges 1870/71. Die Skulptur stammt von Karl Donndorf. An der Westfassade befindet sich heute das Hauptportal unter einer historisierenden Farbverglasung von 1883. Das Kruzifix im Tympanon und die Bronzetüren wurden in den 1960er Jahren von Ulrich Henn gestaltet.

### Inneres

#### Langhaus

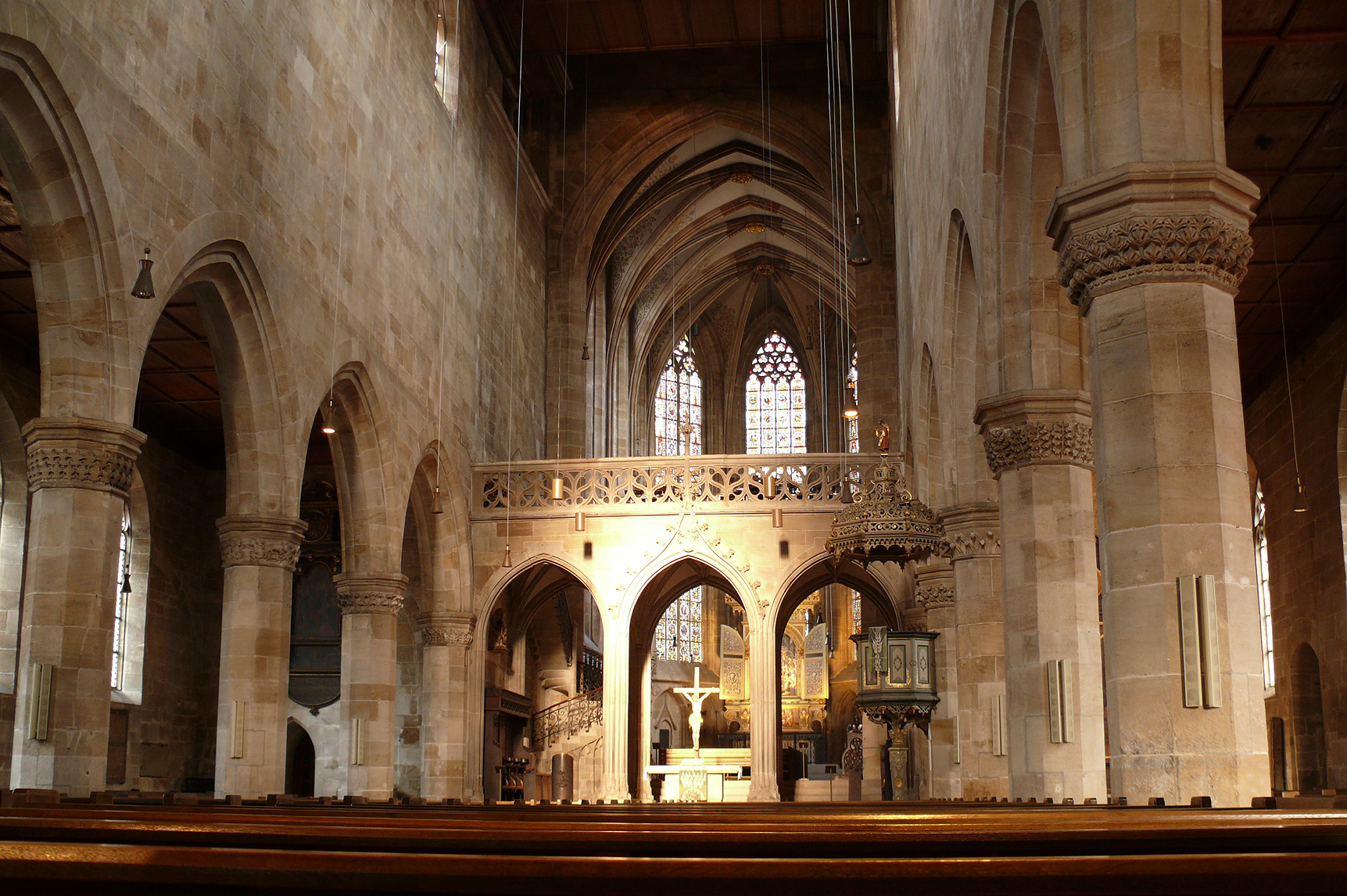
Innenansicht des Langhauses mit Blick zum Lettner und Chor

Die Wandflächen des Langhauses über spitzbogigen Arkaden sind ungegliedert und karg wie bei Bettelordenskirchen des 13. Jahrhunderts. Diese Wirkung wurde durch eine Restaurierung in den Jahren 1898 bis 1904 hervorgerufen, in deren Verlauf die früher bunten Wände und Stützen ebenso wie die Decke des Mittelschiffs ihre Bemalung verloren. Die Decken erhielten damals eine kassettierte Holztäfelung, die Gewände der Obergadenfenster eine Ausgestaltung mit Blattornamenten. Von den mittelalterlichen Wandgemälden ist nur ein kleiner Rest erhalten. Er stammt aus der Zeit um 1410/1420 und zeigt Ausschnitte aus der Leonhardslegende. Diese Legende war einst als Gemäldezyklus auf der nördlichen Seitenwand zu sehen. Erhalten geblieben sind die Taufe Leonhards durch Remigius von Reims, sein Tugendunterricht, sein Einsatz für Gefangene bei König Chlodwig, sein Rückzug in die Einsamkeit, die Bitte Chlodwigs um Rettung seiner leidenden Frau sowie die Beschenkung mit einem Klostergelände zum Dank. Die Kirche besaß bis zur Reformation insgesamt zehn Altäre; einer davon dürfte Leonhard geweiht gewesen sein.

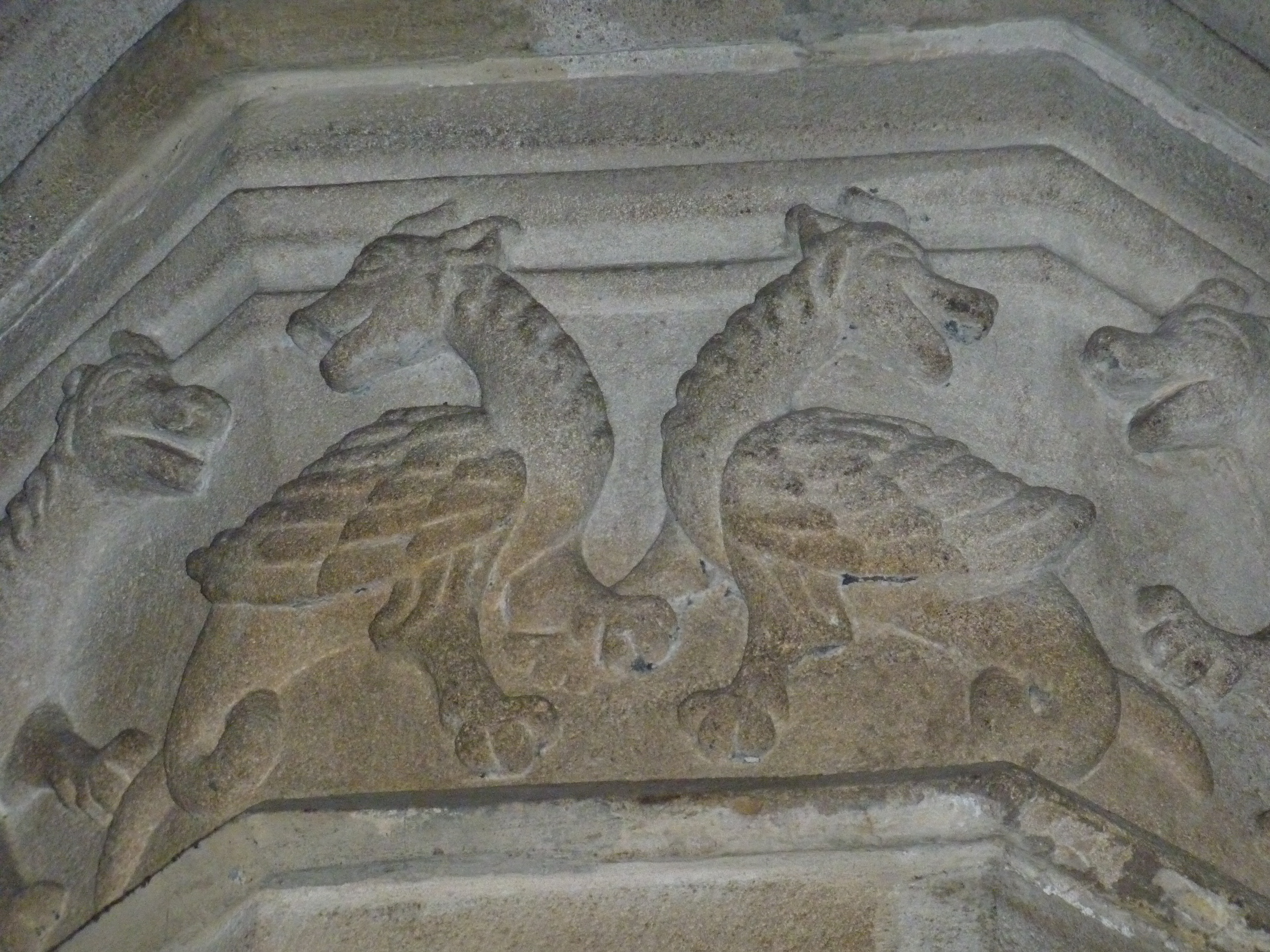
Kapitell einer Säule

Die Pfeiler aus Sandstein sind alle oktogonal. Ihre Basen und Kapitelle sind jedoch unterschiedlich gestaltet. An den Kapitellen finden sich z. T. Wesen wie Kentauren und Drachen. In der Ikonographie der Romanik stehen solche Tiere oft für das Böse, das aus der Finsternis kommt. Auf anderen Kapitellen sind dagegen Adam und Eva, das friedliche Zusammenleben verschiedener Tierarten und die Beherrschung der Welt durch den Menschen dargestellt. Die Profilierung der Arkaden entspricht der Arkadengestaltung im benachbarten Münster St. Paul.
Die Kanzel stammt aus der späten Renaissance. Sie wurde 1609 von einem unbekannten Meister geschaffen und später von Peter Riedlinger bemalt, der bereits 1604 das Gemälde für den Hochaltar geschaffen hat. Der Kanzelkorb ist achteckig und hat einen Fuß mit viereckigem Grundriss. Auf dem Schalldeckel steht ein segnender Christus, die Unterseite ist mit den Symbolen der vier Evangelisten und der Taube des heiligen Geistes geschmückt. Die Kanzel steht heute am ersten Mittelschiffpfeiler von Osten auf der Südseite der Kirche, während sie ursprünglich gemäß der Innenraumkonzeption einer Querkirche bis 1958 am dritten/mittleren Südpfeiler gegenüber der Nordempore stand, die 1961 entfernt wurde. Das Lesepult aus dem Jahr 1990 wurde von Ulrich Nuß gestaltet.
Vor dem Hauptaltar mit seinem spätgotischen Kruzifix von 1520 steht ein Taufbecken aus dem Jahr 1965. Ulrich Henn schmückte es mit Szenen aus dem Leben Jesu. Ein Altar im südlichen Seitenschiff stammt aus der ehemaligen Esslinger Dominikanerkirche St. Paul. Er ist ein Werk des Frühbarocks und stammt aus dem Jahr 1667. Das Altarblatt zeigt eine Kreuzigungsszene vor der Stadt Jerusalem. Stifter des Altars waren Dr. jur. Georg Friedrich Wagner und Elisabeth Heider.
Im Maßwerk des Südportals sind Glasgemälde von Hans Gottfried von Stockhausen aus dem Jahr 1963 zu sehen.

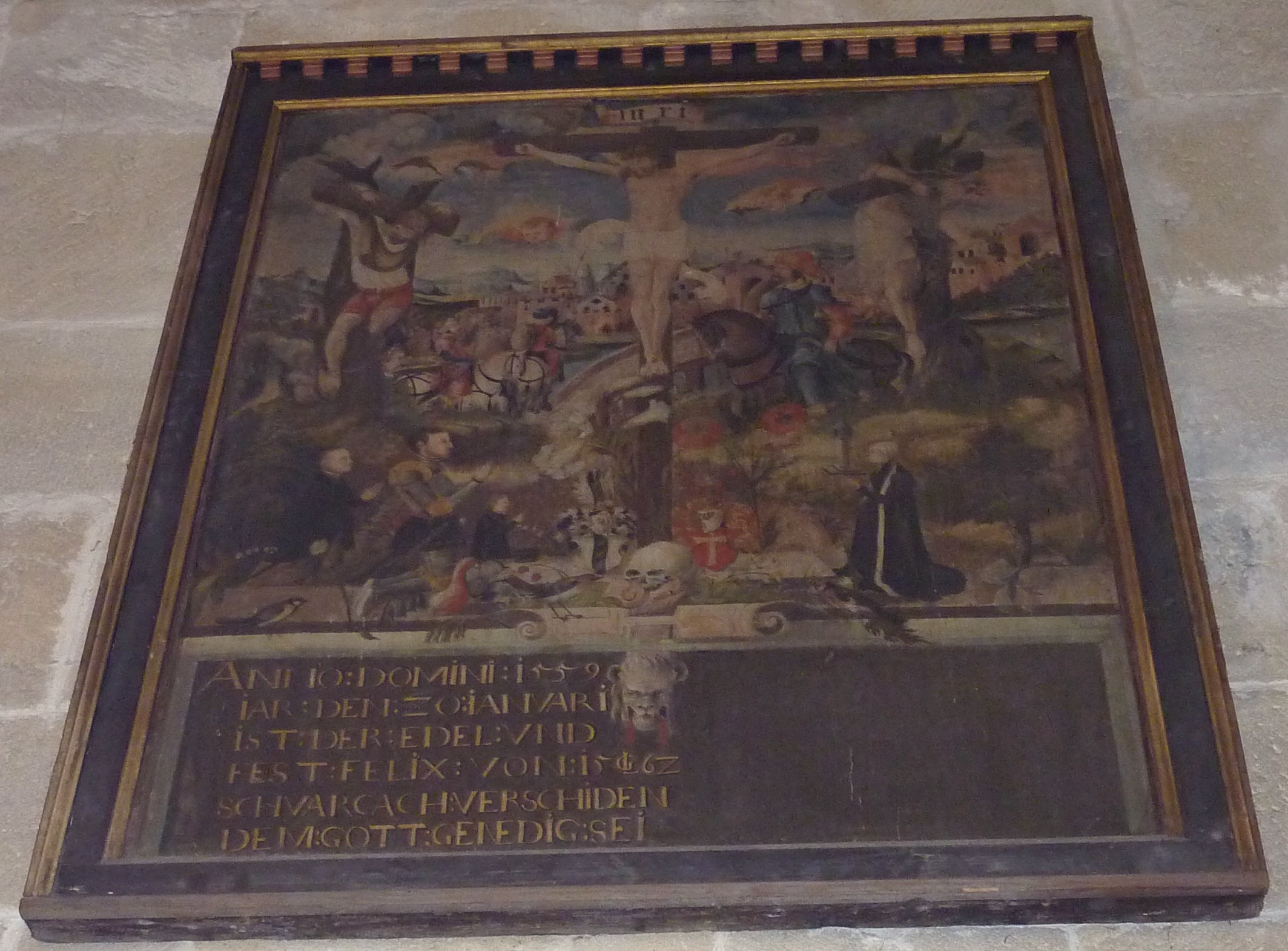
Erinnerung an einen Verstorbenen

In der Stadtkirche St. Dionys wurden mindestens 101 Menschen bestattet. Durch den Reformatorischen Bildersturm 1532 sind allerdings viele Totenschilde und Epitaphien verloren gegangen. Erhalten blieb etwa das Epitaph des Conrad Schloßberger aus der Spätrenaissance. Schloßberger, der 1638 starb, war zweimal verheiratet. Seine beiden Frauen, Barbara Herwarth und Sabine Besserer, denen das Epitaph ebenfalls gilt, starben beide vor ihm. Laut Inschrift hat Schloßberger das Werk selbst geschreinert. Die Bilder zeigen Jesus und die Kinder und die vor dem Auferstandenen kniende Familie. Schloßbergers Epitaph befindet sich an der Ostwand des nördlichen Seitenschiffs. An der Nordwand ist ein Gedenkstein für den Apotheker Ignaz Rohr und dessen Frau Agnes Heberlin zu sehen. Er ist ein Werk des Steinätzers Kaspar van der Sitt aus Nürnberg, der nicht nur den Stein für den 1582 verstorbenen Apotheker gestaltete, sondern auch für den württembergischen und den kaiserlichen Hof arbeitete. An der Südwand befindet sich das Epitaph des Esslinger Bürgermeisters Georg Wagner und seiner Gattin Anna Ursula Cellius.

#### Chor

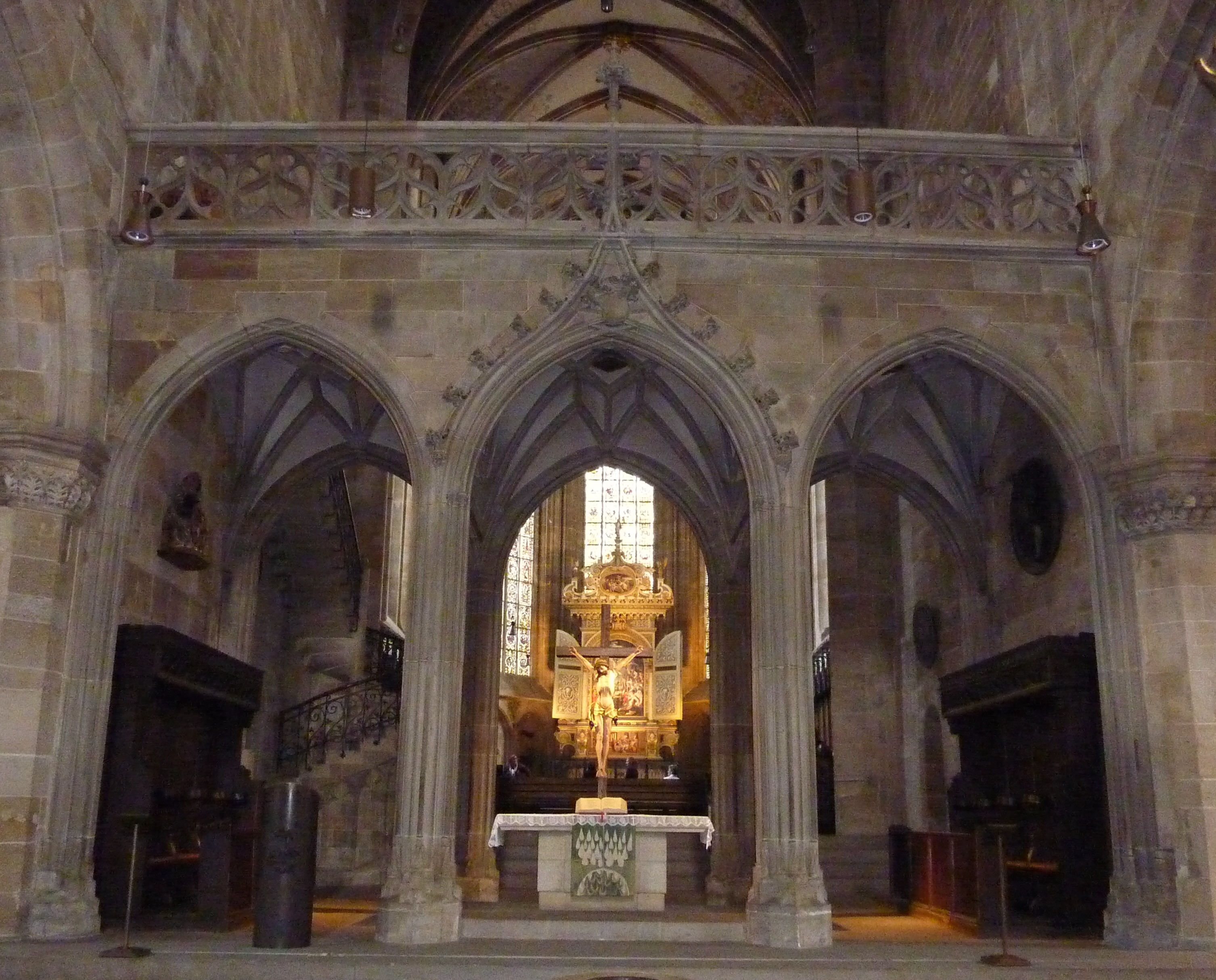
Lettner
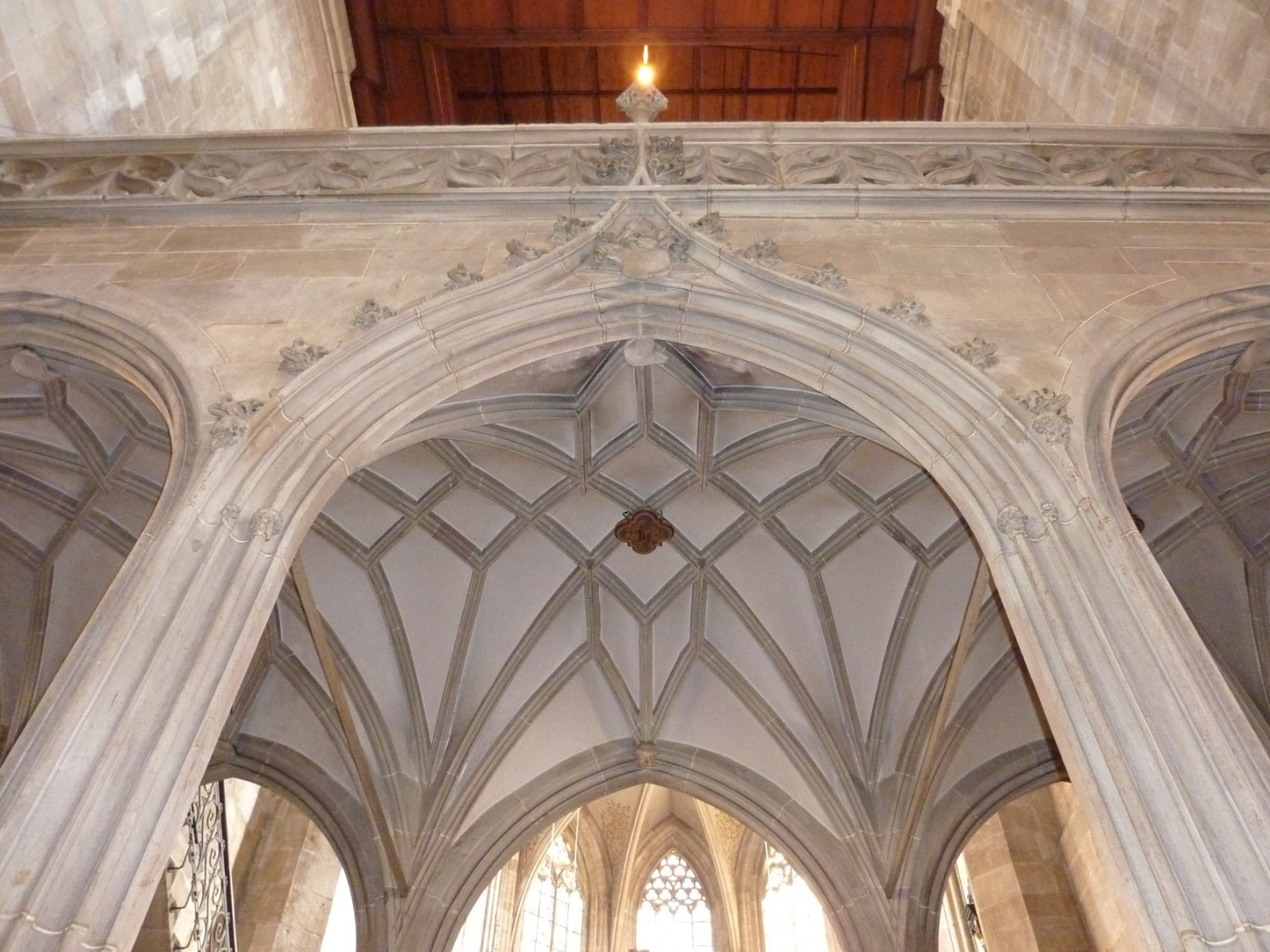
Lettnergewölbe
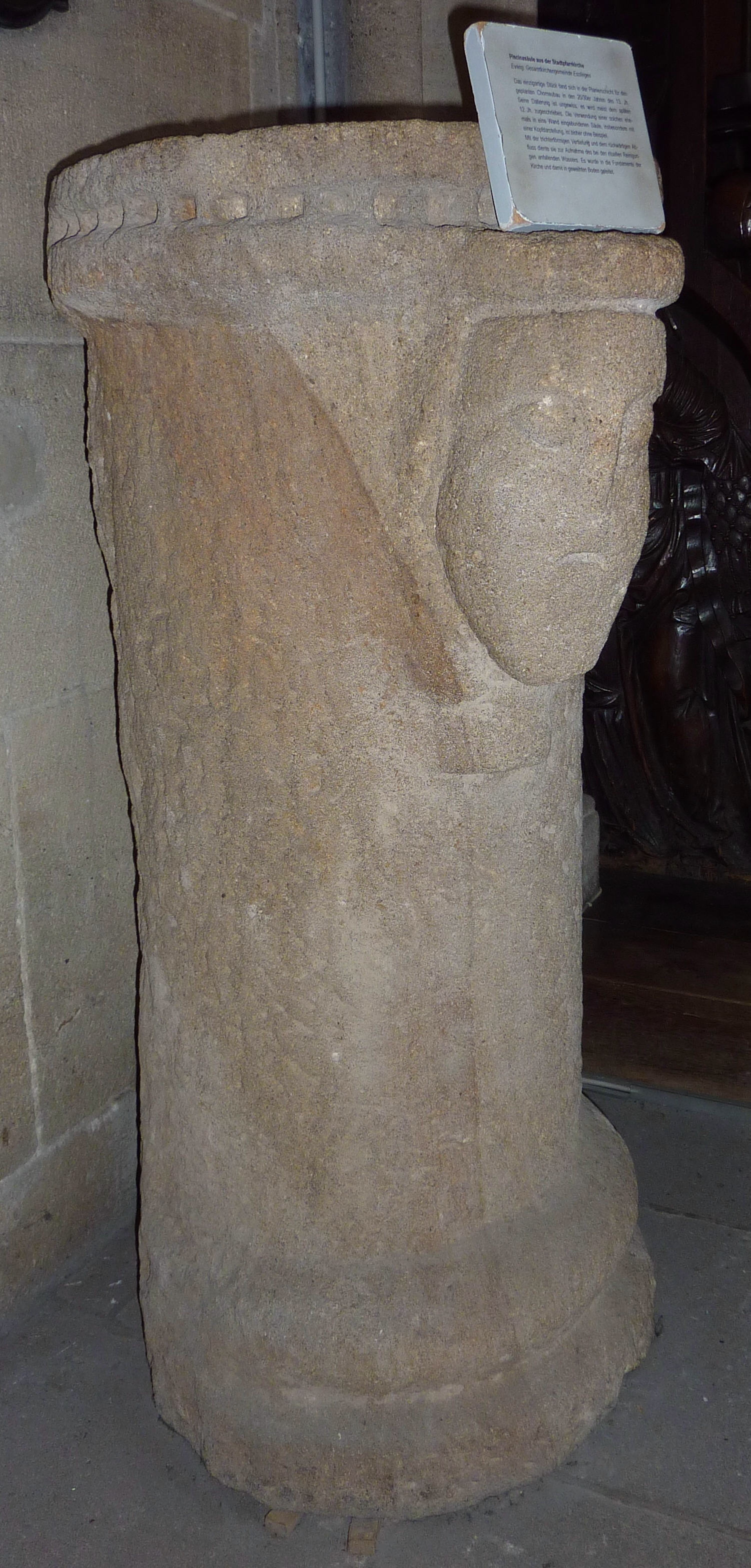
Piscinasäule
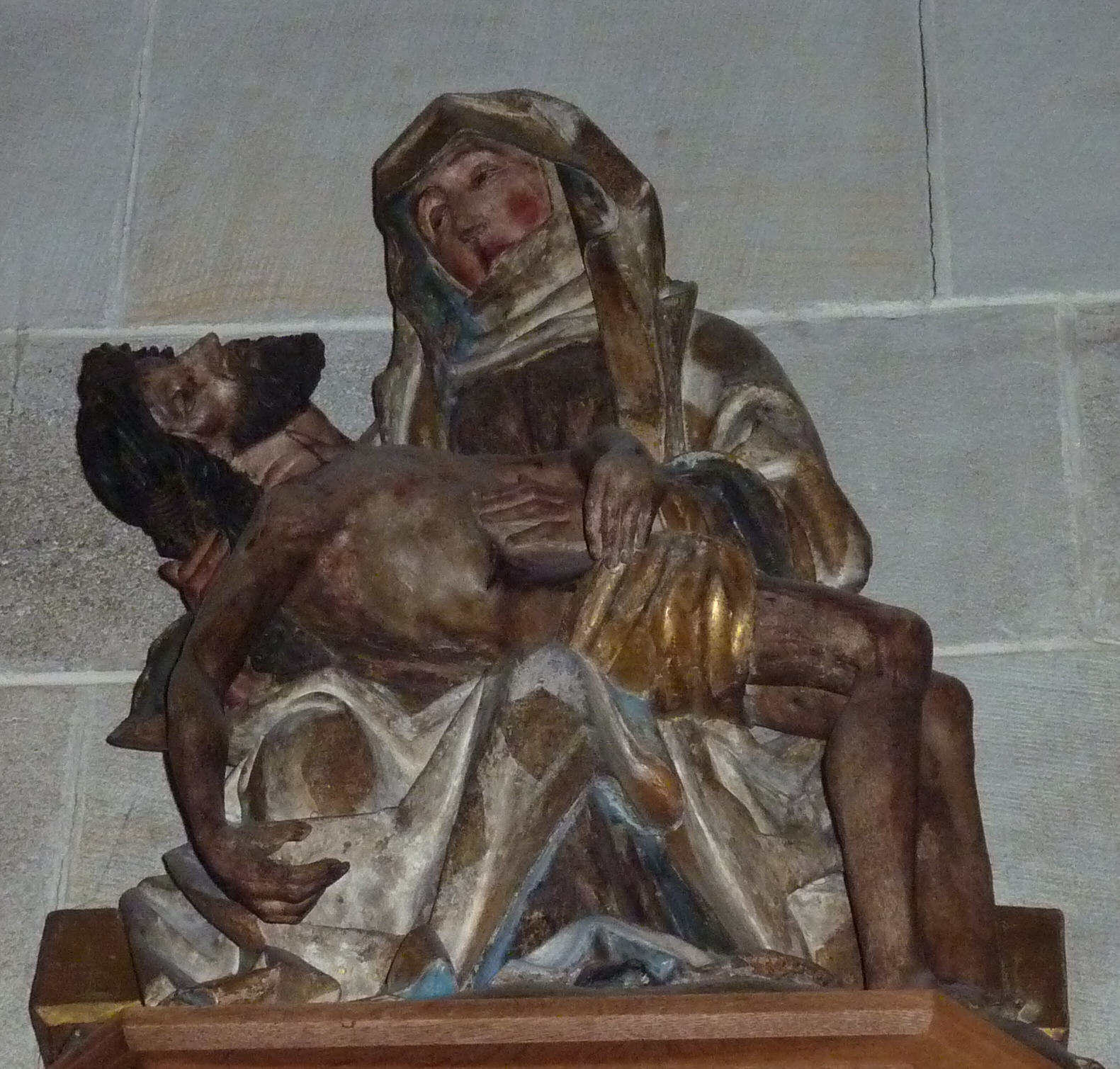
Pietà
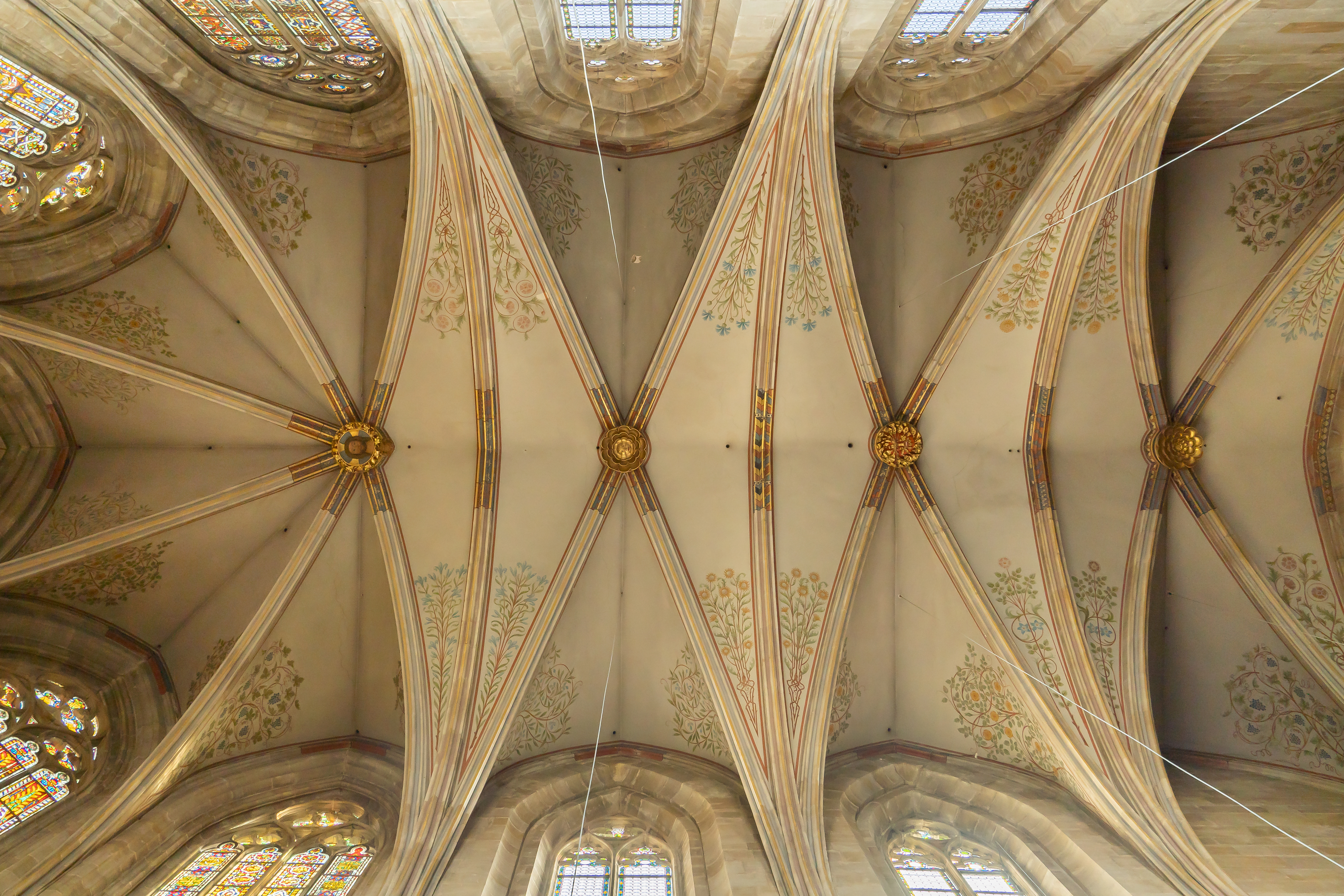
Gewölbe des Chors

Der Chor ist durch einen Lettner vom Langhaus abgetrennt. Der erste Lettner, als Bühne ausgebaut, wurde im 14. Jahrhundert errichtet, der zweite 1486 bis 1489. Er ist ein Werk des Heidelberger Bildhauers Lorenz Lechler und weist drei Spitzbogenarkaden auf, von denen die mittlere durch einen mit Krabben besetzten Kielbogen hervorgehoben ist. Dass in einer evangelischen Kirche der Lettner erhalten blieb, ist eine Seltenheit. Der Esslinger Lettner verdankt dies vermutlich der Tatsache, dass über seine Bühne der Zugang in den städtischen Archivraum möglich war, der einst im Südturm eingerichtet wurde. Das Gestühl des Lettners besteht aus zwei Viersitzern aus dem 16. Jahrhundert mit Tierdarstellungen an den Pultwangen. An der Nordwand des Lettners befindet sich eine Pietà aus der Zeit um 1490/1500. Von wem diese stammt, ist unbekannt. An der Südseite des Chores steht eine spätromanische Piscinasäule, an der die Priester ihre Hände und die heiligen Geräte waschen konnten.
Während der Vorchor eher die flächige Wandgestaltung des Langhauses aufweist, besitzt das Polygon dahinter fünf vierbahnige bunte Fenster. Das aus dunkler Eiche gefertigte Chorgestühl wurde 1518 von den ortsansässigen Schreinern Anton Buol und Hans Wech gefertigt. Es besitzt 50 Plätze in zwei einander gegenüberstehenden Doppelreihen. Zwischen den Sitzen sind insgesamt 56 geschnitzte Köpfe und Tierfiguren zu sehen. Auf den Wangen der vorderen Reihe sind die Halbbüsten der Kirchenväter zu sehen, Hieronymus und Gregorius im Osten, Ambrosius und Augustinus im Westen. In der Mitte des Gestühls sind vier weitere männliche Figuren zu sehen, die nicht identifiziert werden konnten. Das Baldachingesims des Gestühls stammt aus der Renovierungszeit; ob ein ähnlicher oberer Abschluss schon vorher existierte, ist unbekannt.

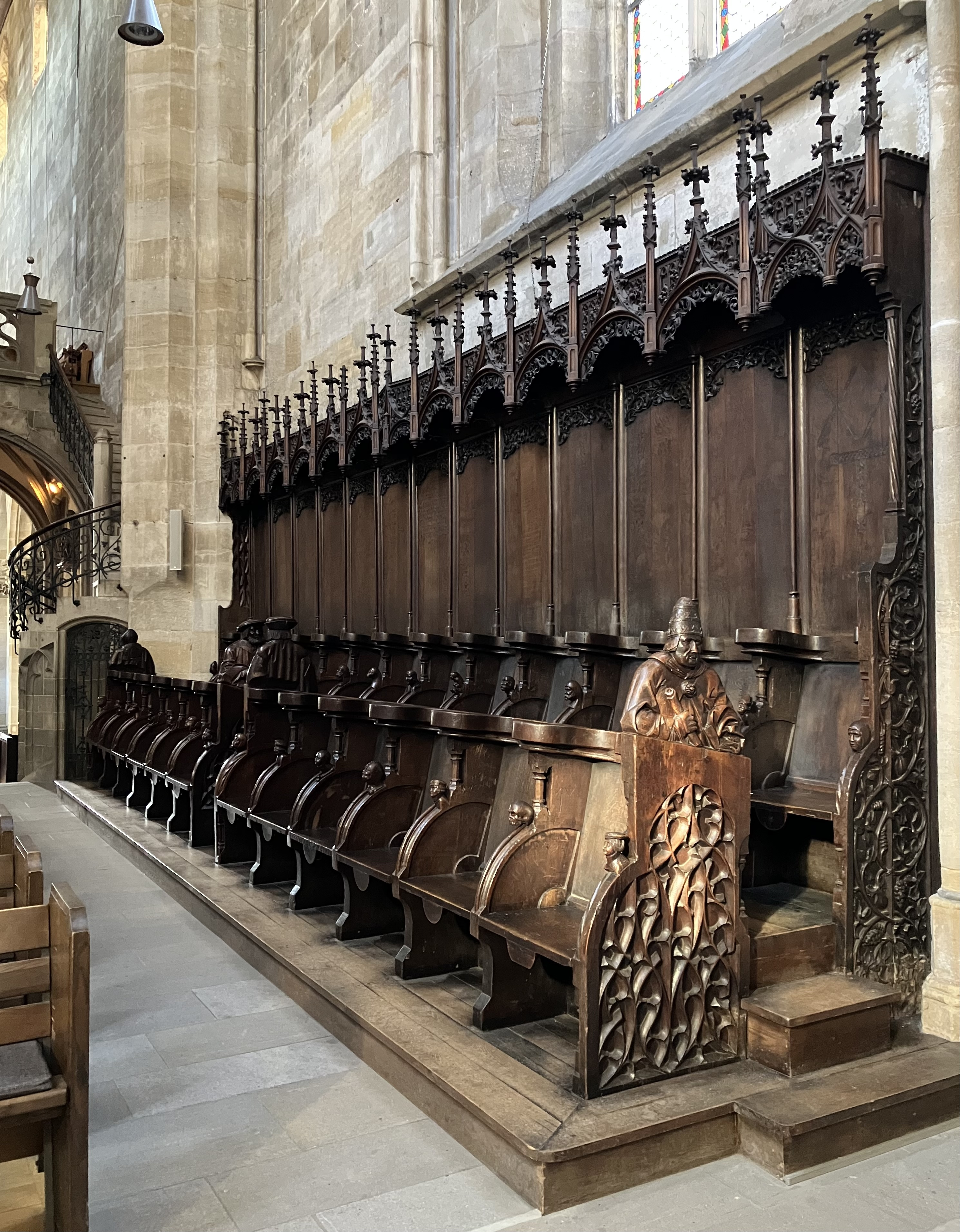
Chorgestühl, Nordseite
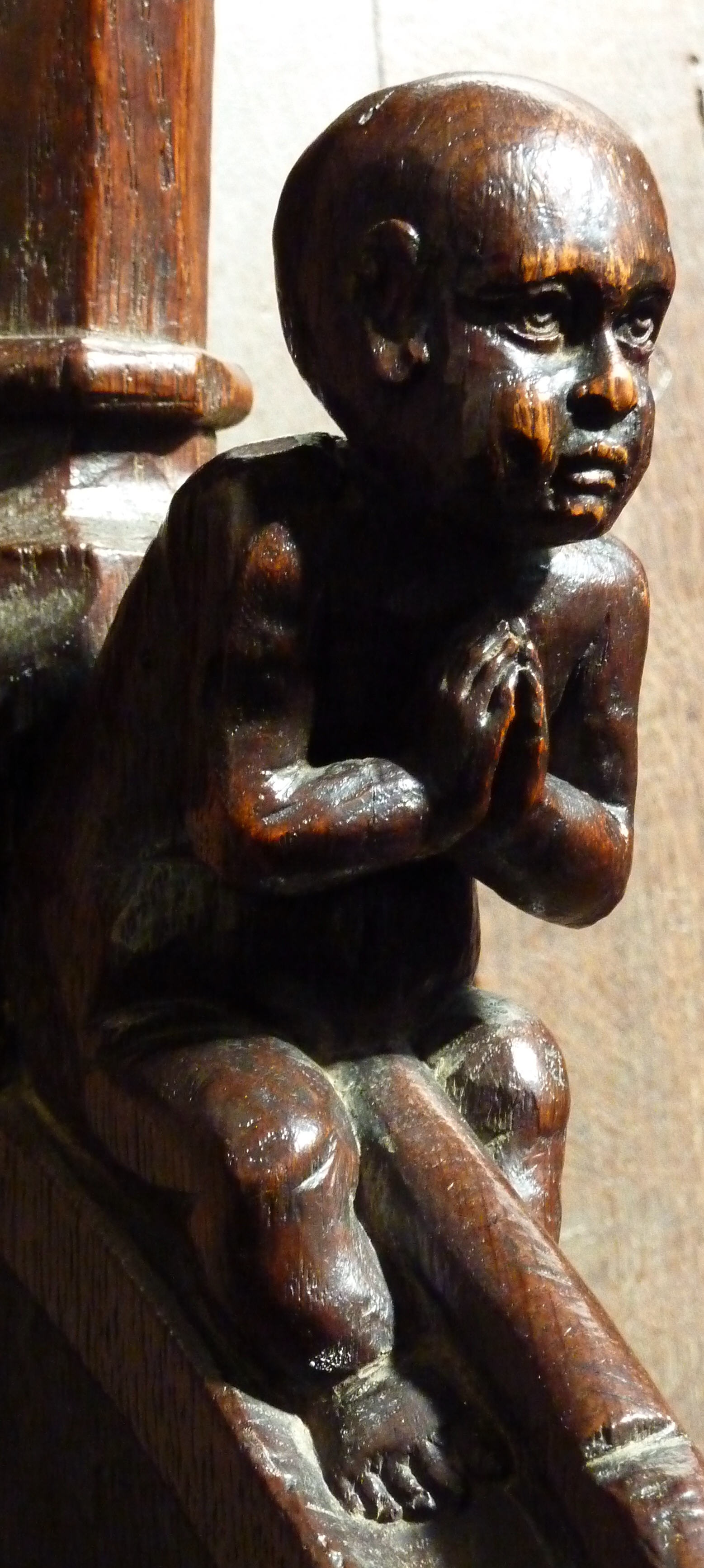
Detail des Chorgestühls, Nordseite
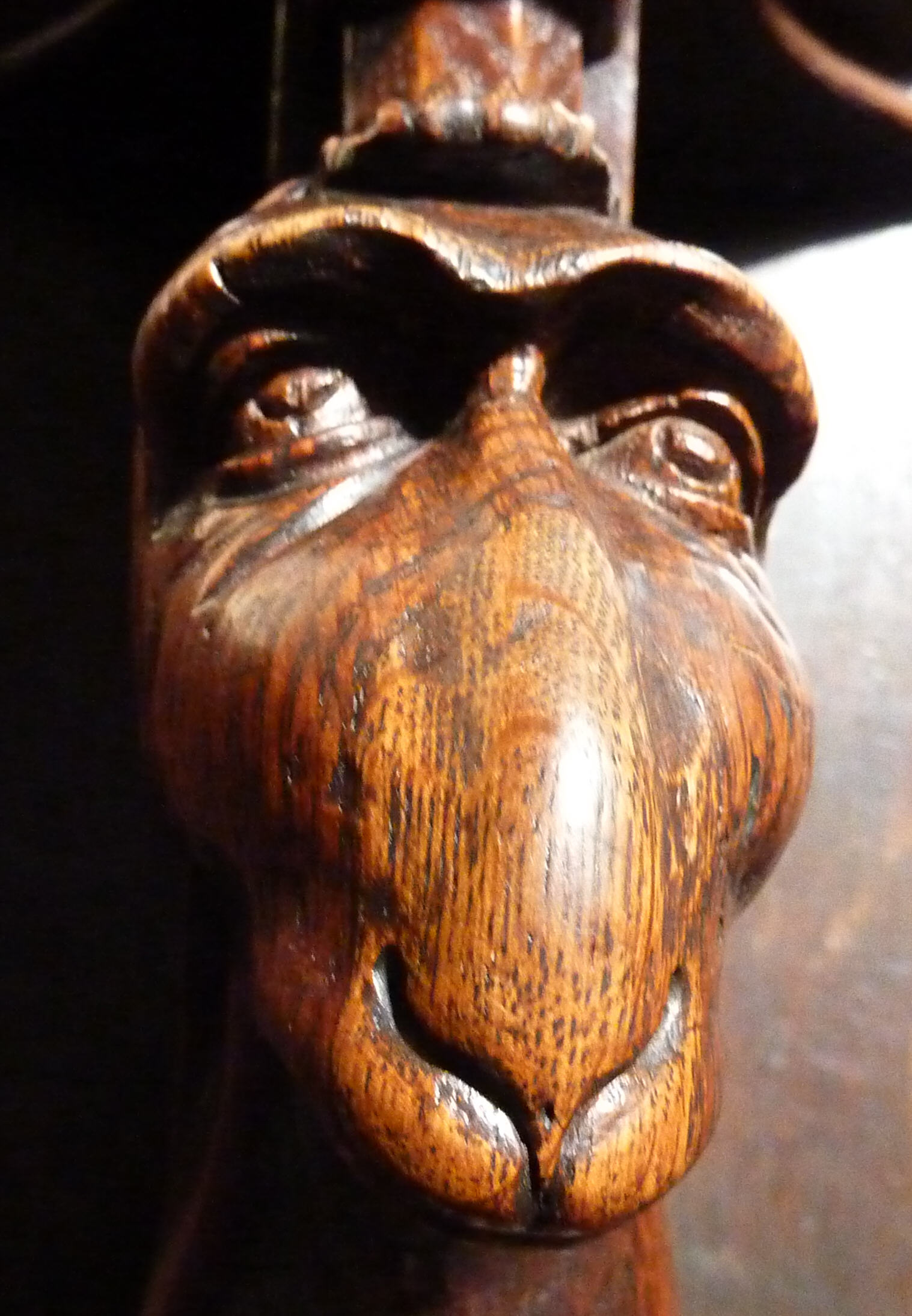
Detail des Chorgestühls, Nordseite
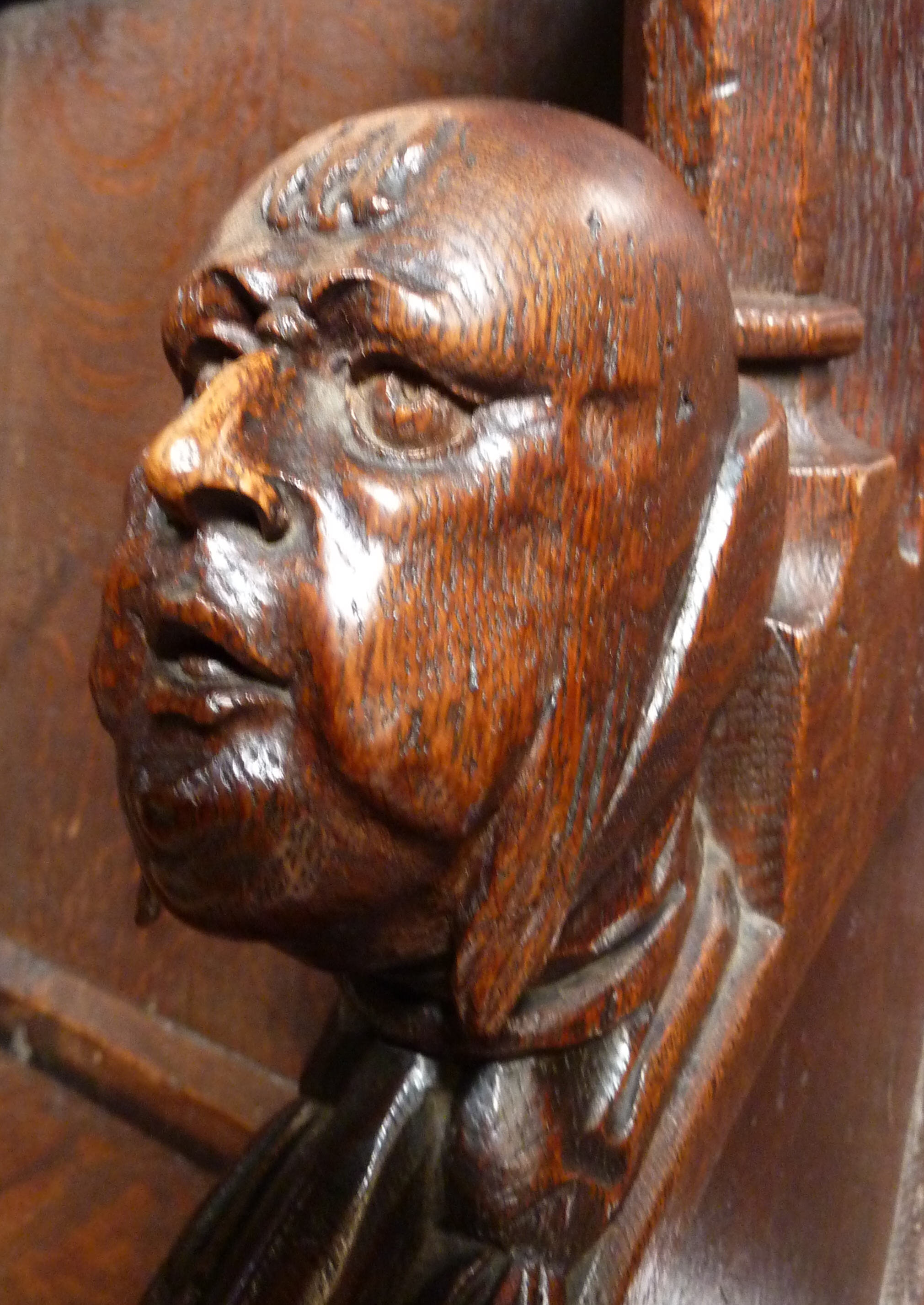
Detail des Chorgestühls, Nordseite
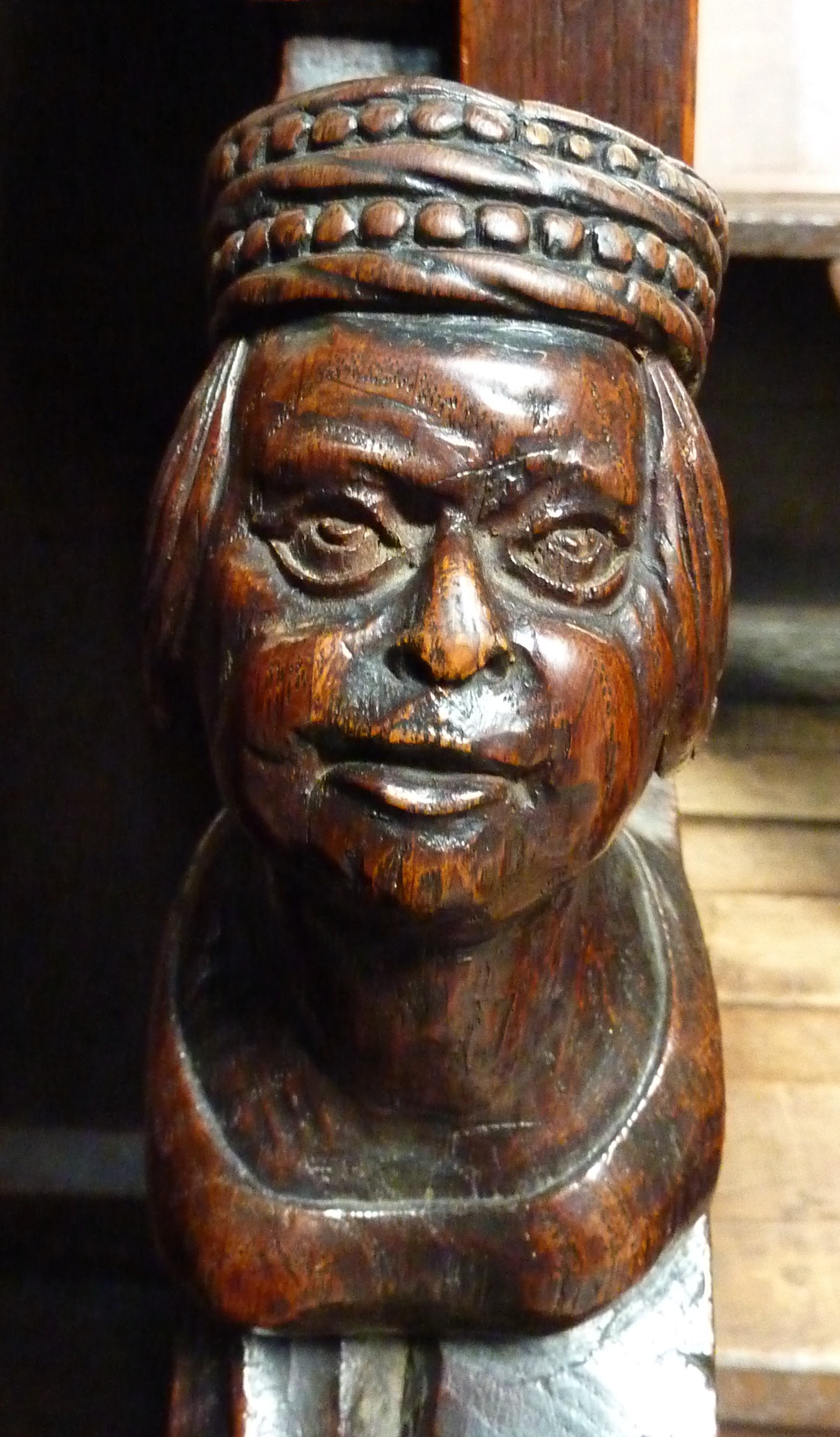
Detail des Chorgestühls, Nordseite
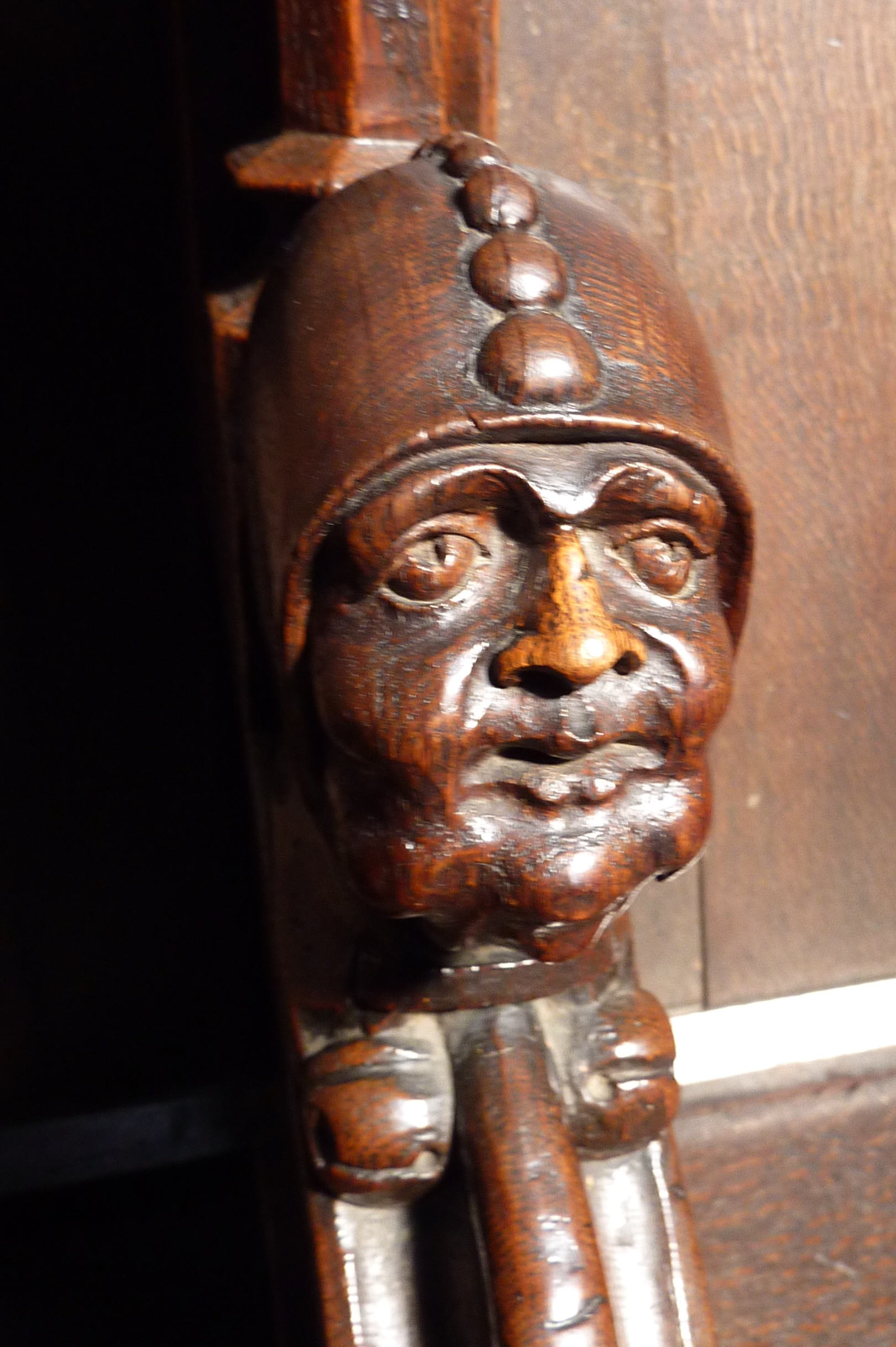
Detail des Chorgestühls, Nordseite
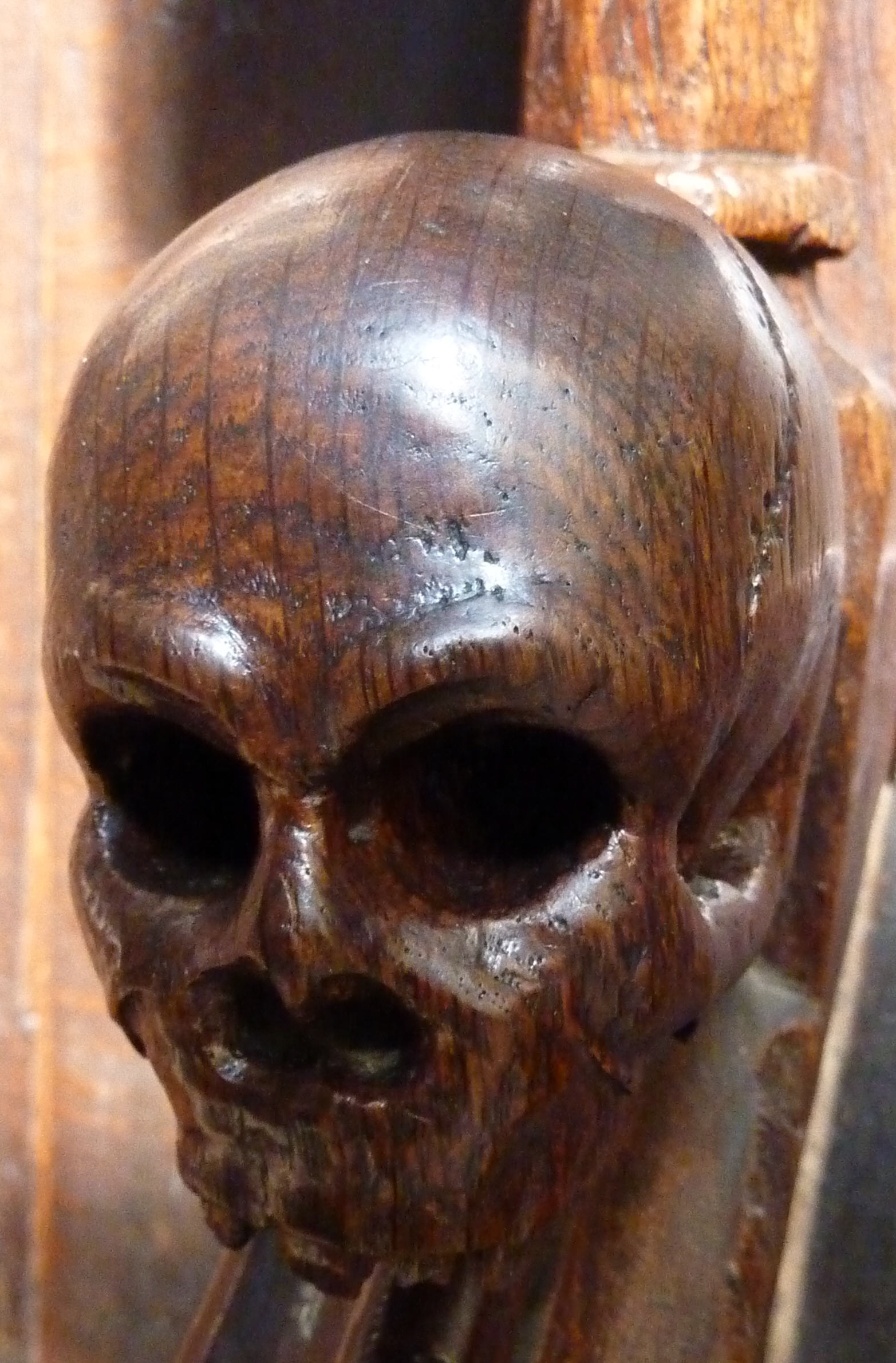
Detail des Chorgestühls, Nordseite
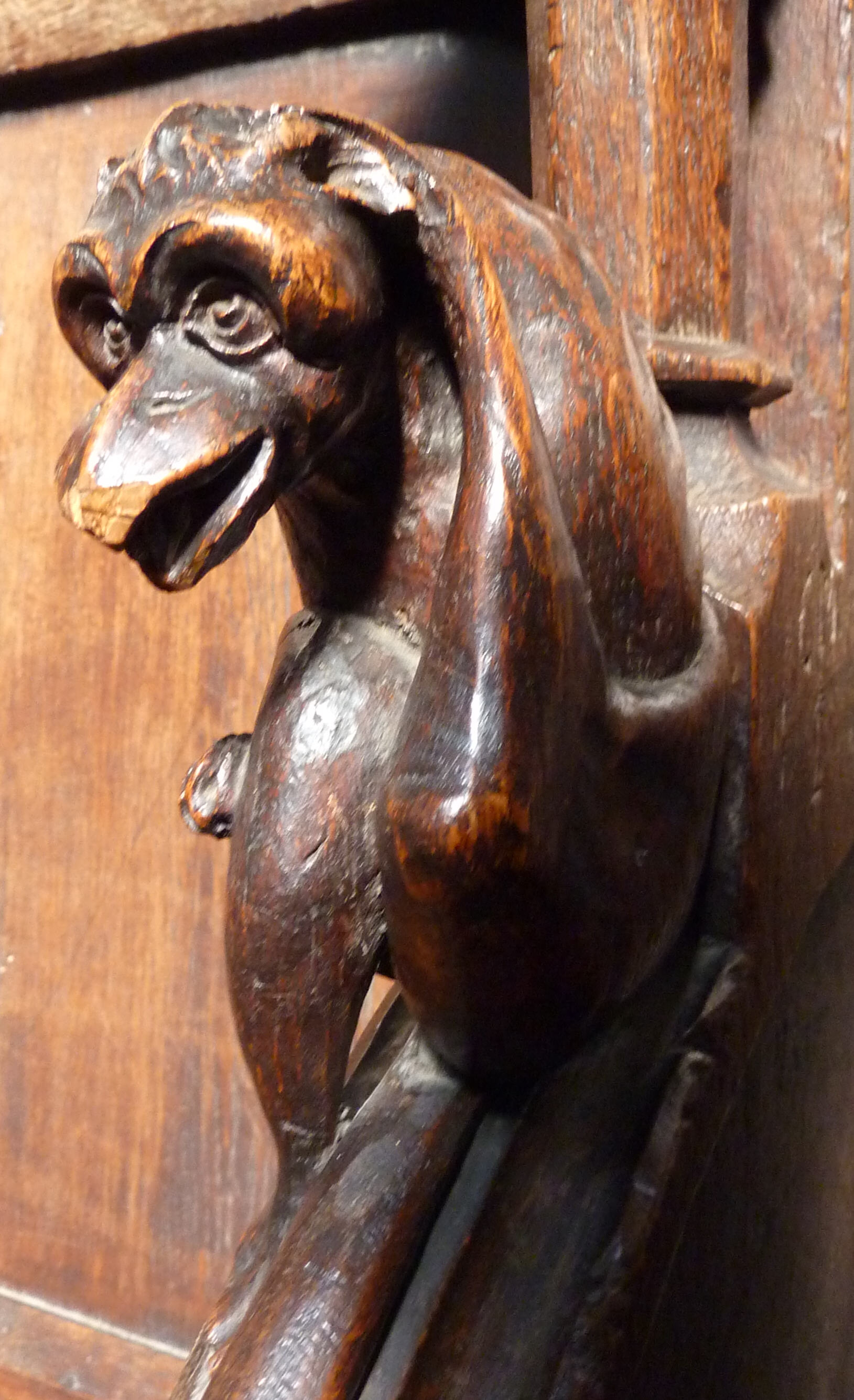
Detail des Chorgestühls, Nordseite
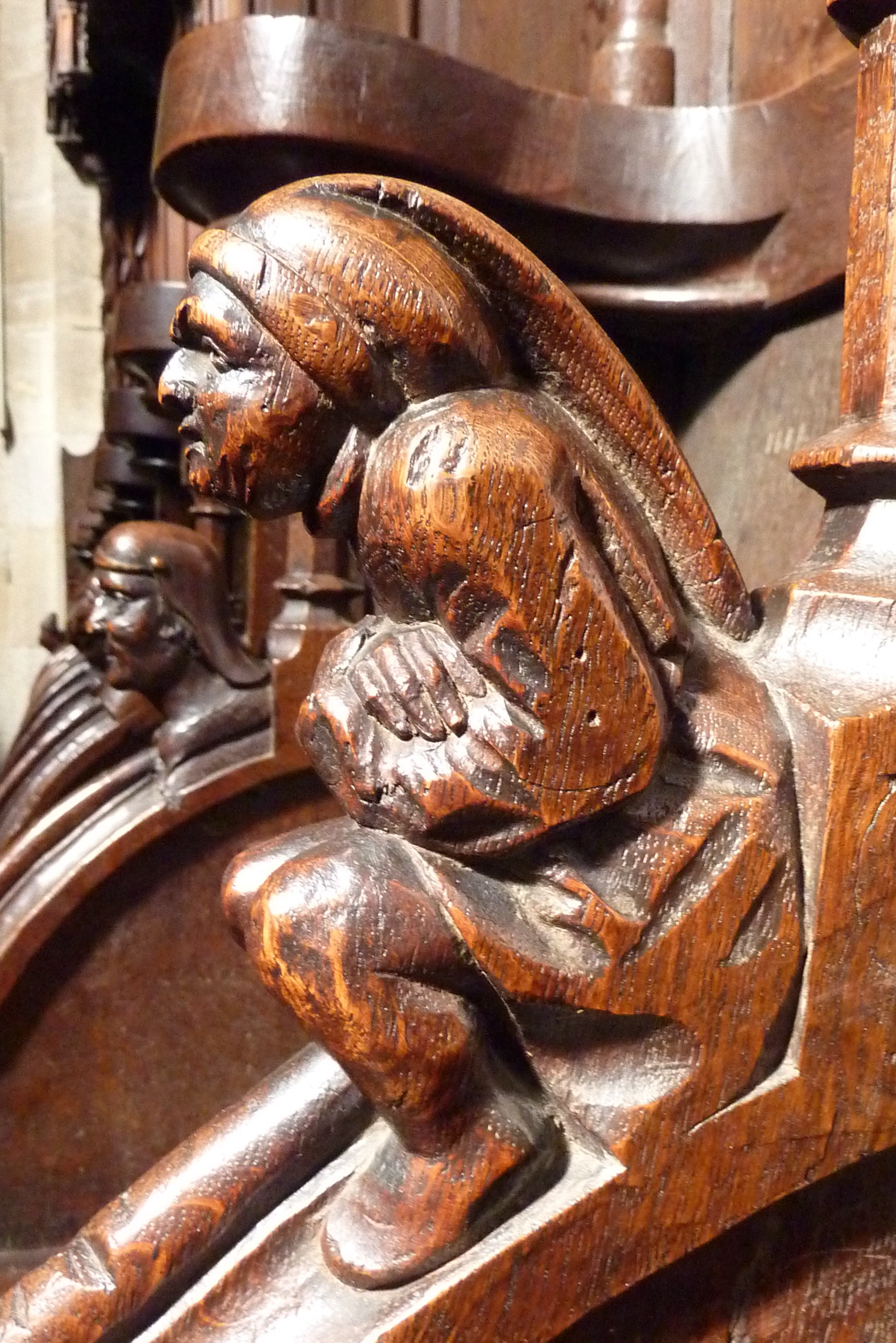
Detail des Chorgestühls, Nordseite
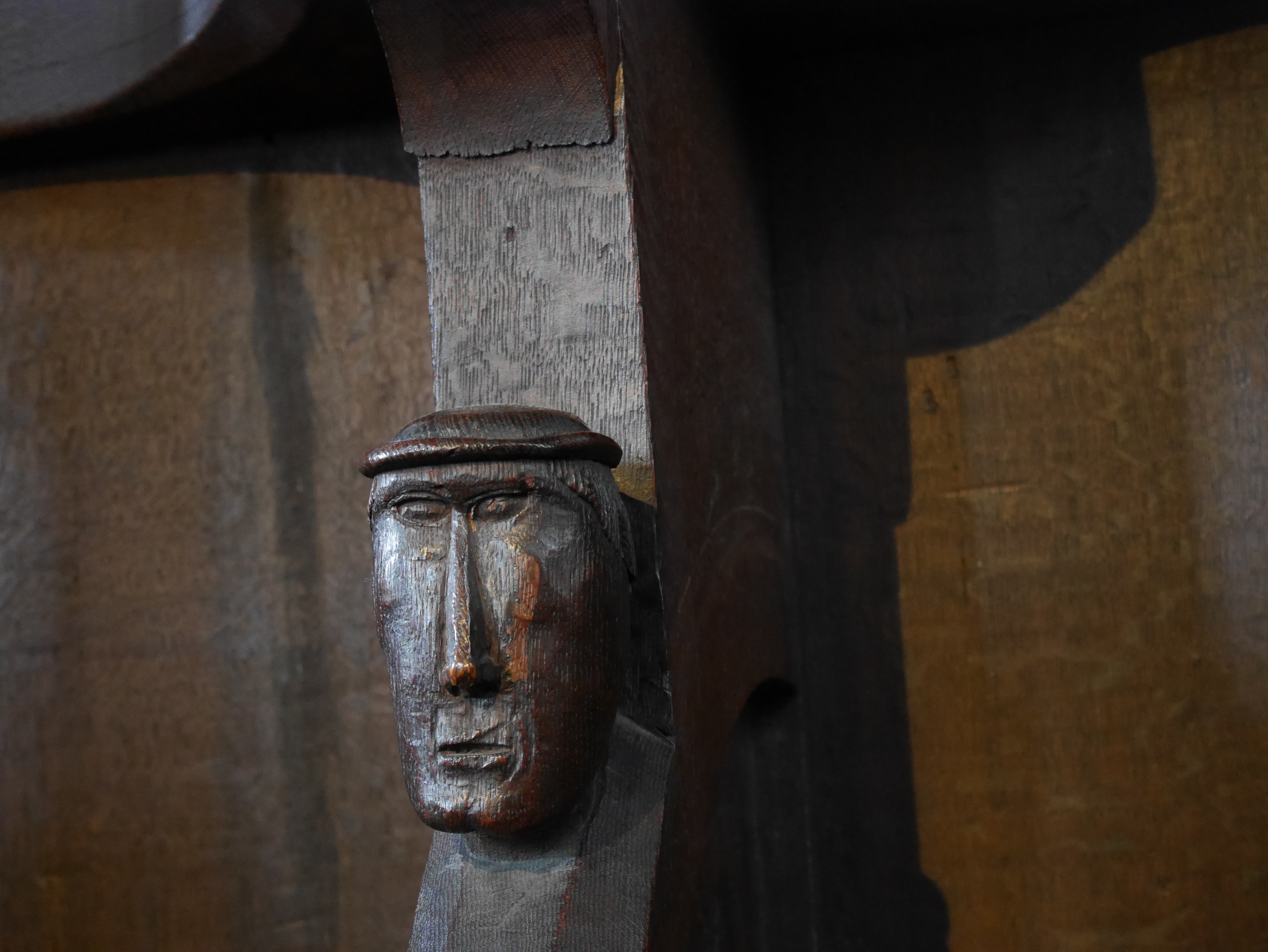
Kopfplastik mit Stirnband

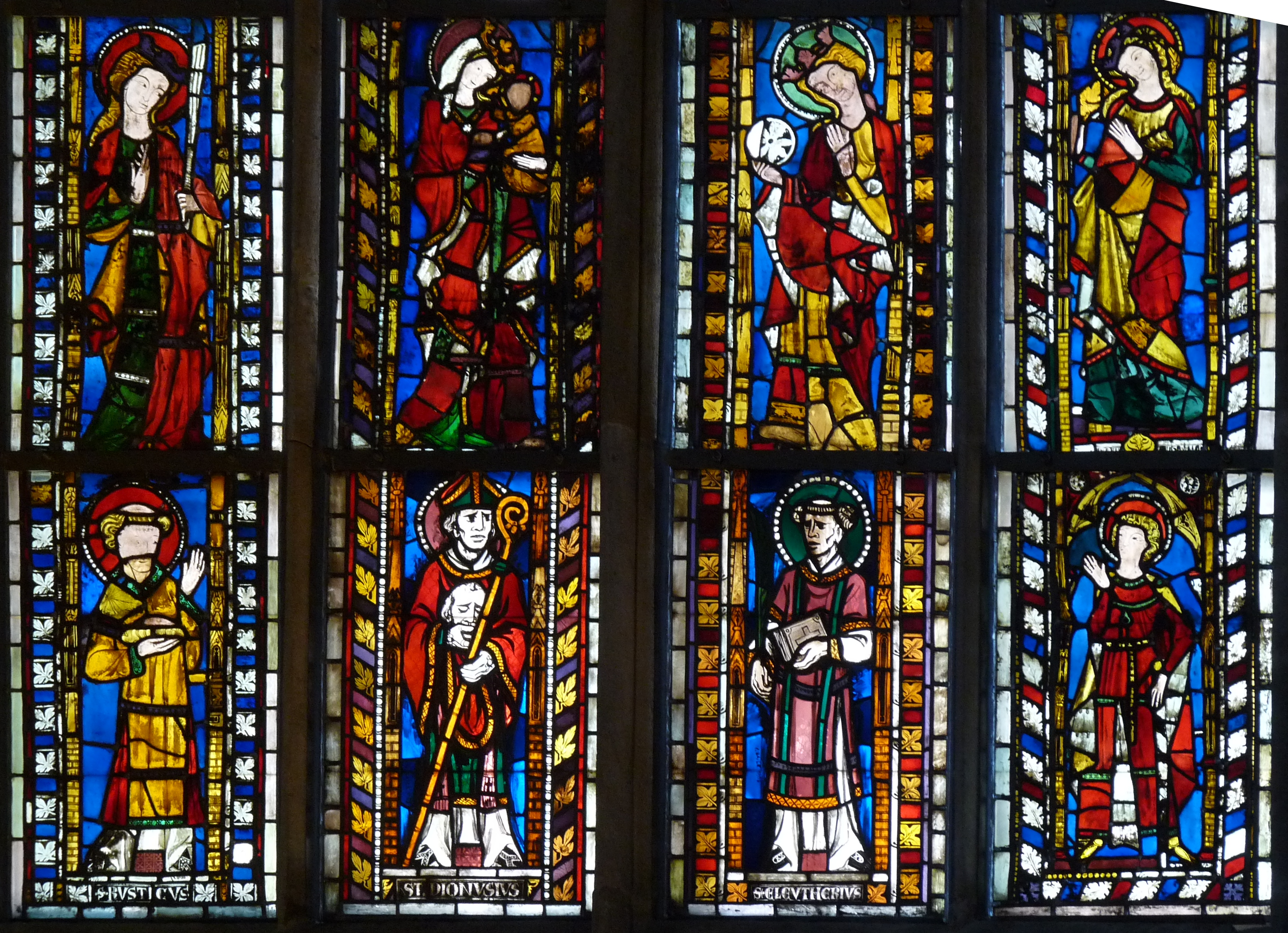
Südostfenster mit den beiden Kirchenpatronen

Die Glasfenster des Chores mit insgesamt etwa 280 Scheiben stammen aus dem Mittelalter, die Datierung im Einzelnen ist allerdings umstritten. Sie könnten um 1300 in Esslinger Werkstätten geschaffen worden sein; das westliche Südfenster dürfte etwa 30 Jahre jünger sein. Das Nordfenster, dessen Außenbahnen 1899 aus dem Chor der einstigen Franziskanerkirche transferiert wurden, zeigt Szenen aus dem Leben Jesu, das Nordostfenster die klugen und die törichten Jungfrauen sowie Apostel, Märtyrer und den Propheten Hosea. Das Chorachsenfenster enthält in den Außenbahnen Personen aus dem Alten Testament, in den Innenbahnen sind jeweils horizontal alt- und neutestamentliche Geschehnisse aufeinander bezogen. Alle Bilder zum Alten Testament sind braun, alle Darstellungen aus dem Neuen Testament grün umrahmt. Das ornamentale Astwerk des Hintergrunds ist symbolträchtig: Die Äpfel weisen auf den Sündenfall und die Verderbnis hin, die Weinreben stehen für Jesus Christus und das Heil. Das Südostfenster ist vierbahnig konzipiert. Auf diesem Fenster sind die Kirchenpatrone Vitalis und Dionysius zu sehen. Das östliche Südfenster besitzt ebenfalls Ornamentbahnen aus der Franziskanerkirche. Zu sehen sind außerdem Darstellungen von Aristoteles und Platon, ein Tierzyklus und Darstellungen der Apostel sowie der Laster und Tugenden. Das westliche Südfenster ist das etwas jüngere Marienfenster, das Szenen aus einem Marienzyklus aufweist.

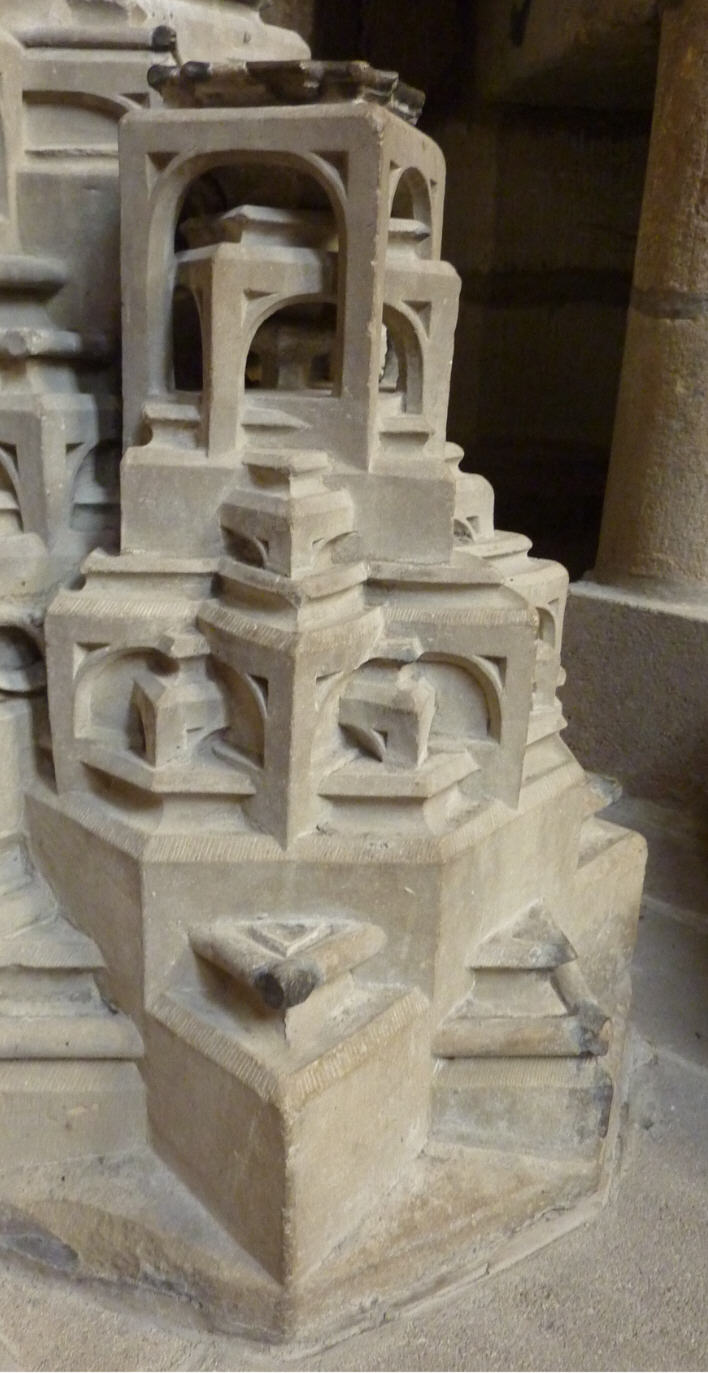
Detail vom Fuß des Sakramentshauses
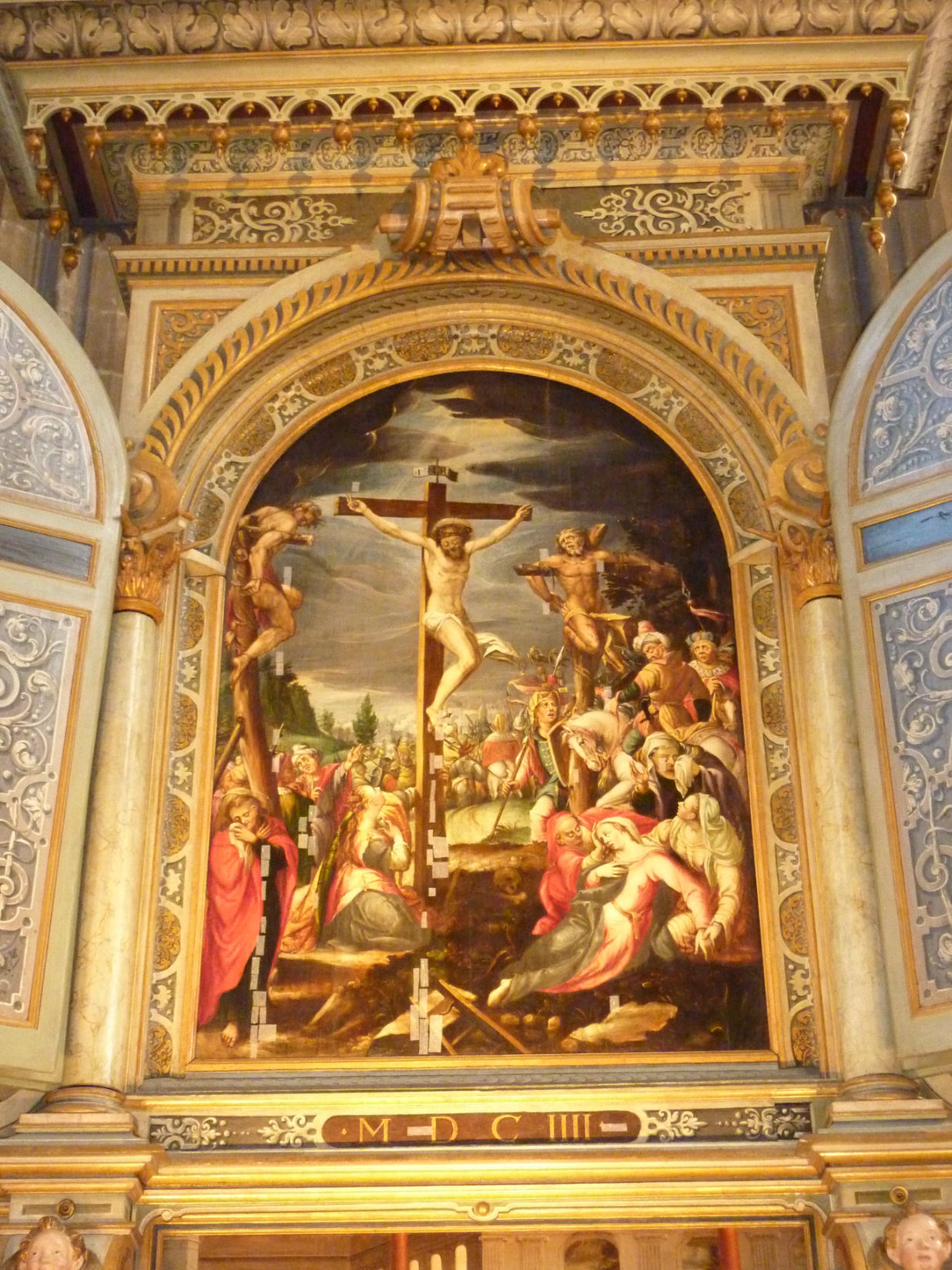
Kreuzigungsszene auf dem Hochaltar
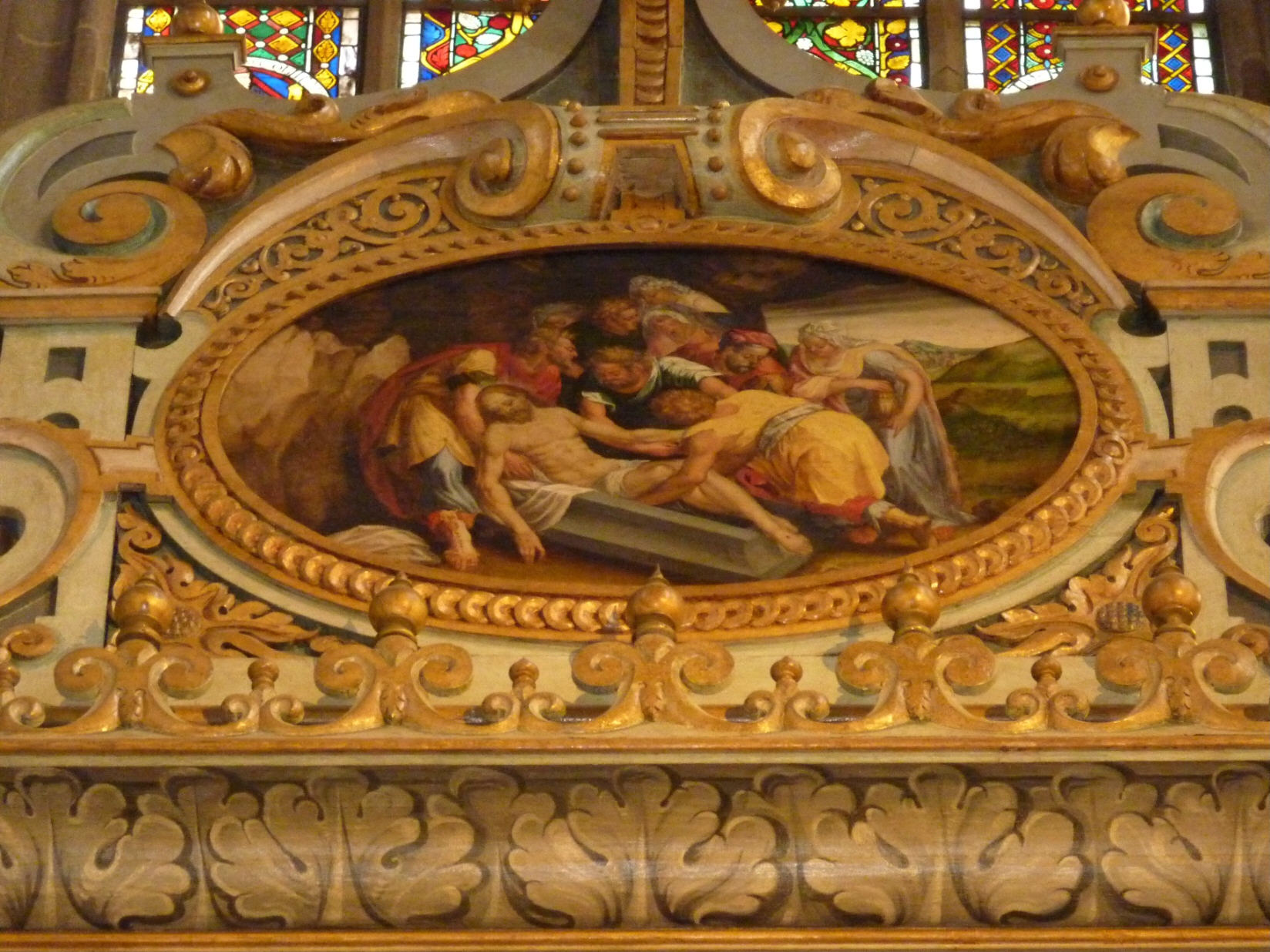
Grablegungsszene
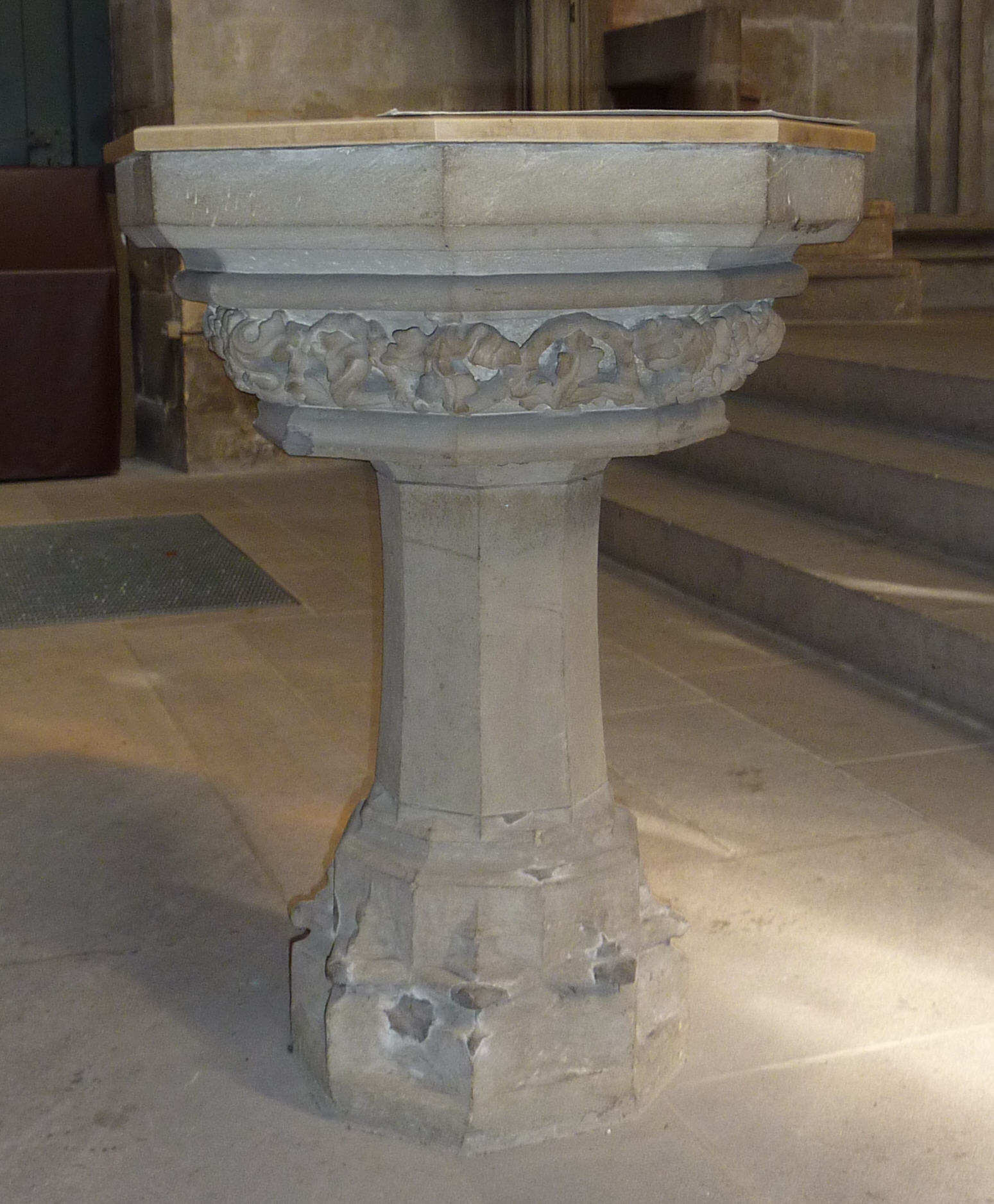
Alter Taufstein
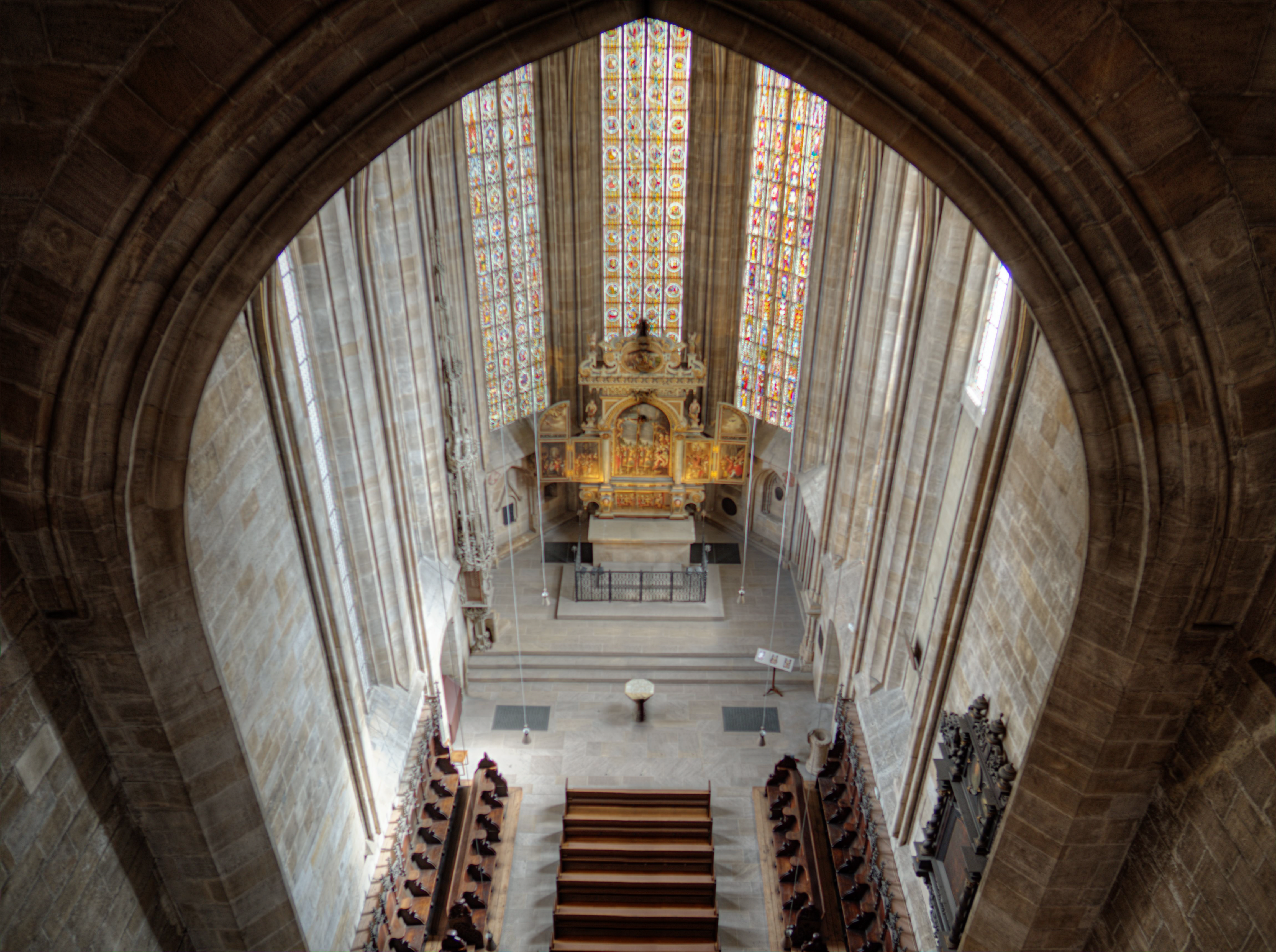
Chor

Lorenz Lechler schuf neben dem Lettner auch das 12,5 Meter hohe Sakramentshaus, dessen figürliche Ausschmückung 1532 den Bilderstürmern zum Opfer fiel. Dennoch gilt das Sakramentshaus als ein Meisterwerk der süddeutschen Steinmetzarbeit in der Spätgotik.
Der bereits erwähnte Hochaltar wurde 1604 geschaffen. Es ist ein dreigeschossiger Flügelaltar, der von Peter Riedlinger und David Mieser bemalt wurde. Die Predella zeigt Fußwaschung und Abendmahl, im Hauptgeschoss zeigen neun Tafelbilder die Stationen des christlichen Jahrs von Advent bis Pfingsten. Im Zentrum steht die Kreuzigungsszene. Die drei Konsolen darüber tragen zwei Engelsfiguren und eine spätgotische Skulptur des Auferstandenen. Auf der Darstellung des Pfingstwunders ist Lucas Osiander der Ältere porträtiert, der in Esslingen wirkte. Vor dem Hochaltar befindet sich seit 1604 ein Gitter, das zuvor wohl als Abschrankung des Chores hinter dem Lettner diente. Der alte Taufstein hat die Form eines Pokals. Er wurde wahrscheinlich von Hans Beblinger um 1460/1470 geschaffen.

#### Orgel

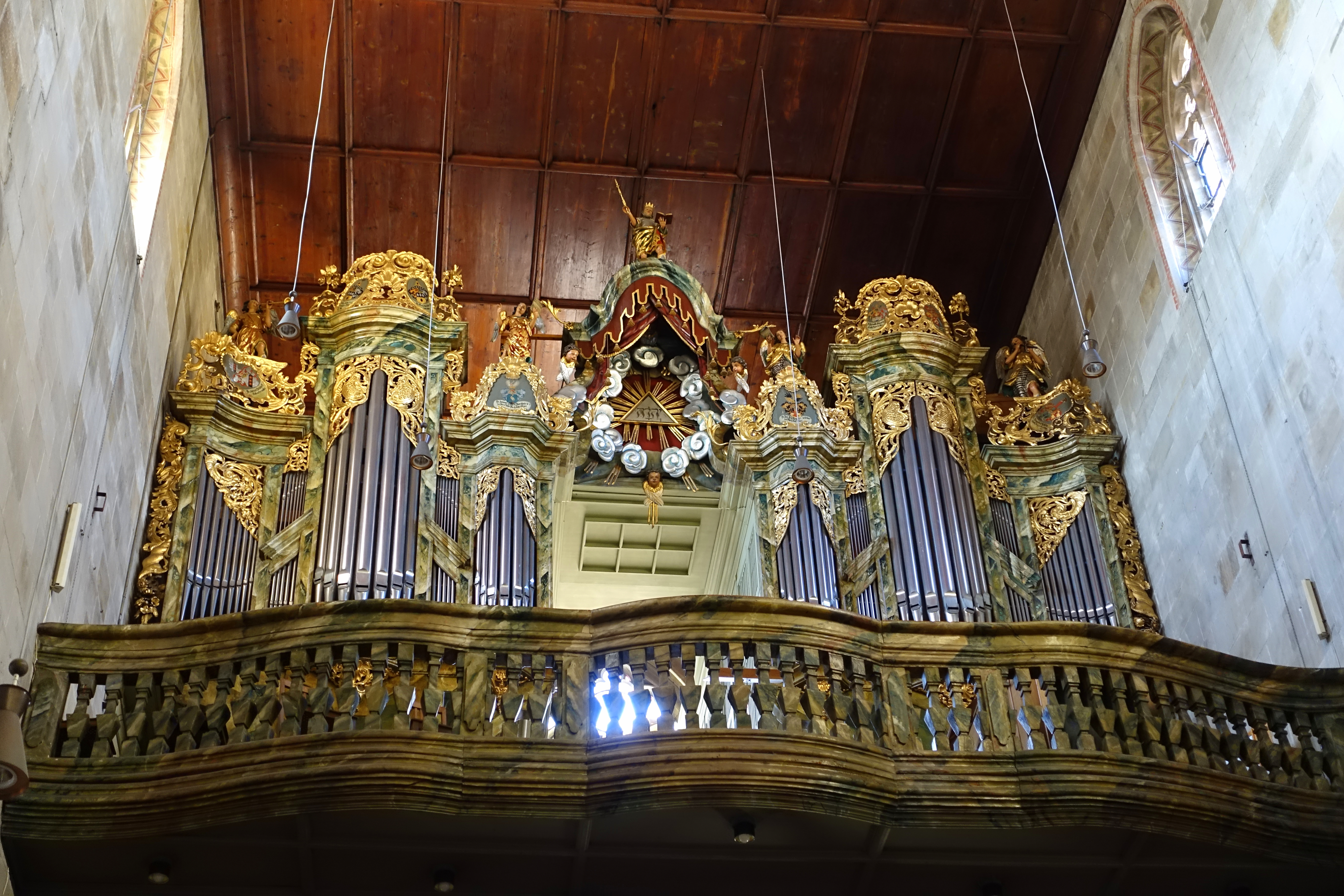
Orgelprospekt mit Schleierwerk

1704 wurde die westliche Empore eingebaut. Bis zu dieser Zeit war die Orgel – St. Dionys besaß seit dem 15. Jahrhundert ein solches Instrument – auf dem Lettner untergebracht. Unter der Orgelempore befindet sich eine zweite Westempore. Diese wurde 1727 für die Zöglinge der Ritterakademie gebaut und 1910 nach Süden hin erweitert.
Im Jahr 1706 baute Johann Georg Allgeyer d. Ä. eine neue Orgel auf der oberen Westempore. Das Instrument verfügte über 20 Register, die auf zwei Manualen und Pedal verteilt waren. 1754 führte Johann Carl Sigmund Haussdörffer einen eingreifenden Umbau durch, behielt aber alte Register und Teile des Rokokoprospekts bei. Dieses Werk hatte 24 Register. Die Orgel wurde 1904 durch die Orgelbaufirma Walcker (Ludwigsburg) durch ein viermanualiges Instrument mit 86 Registern ersetzt. Nur der alte Prospekt blieb erhalten. 1951 wurde das Instrument mit elektro-pneumatischen Trakturen ausgestattet und umdisponiert. 1964 erfolgte eine Erweiterung auf 91 Register. Die Orgel ist mit einem Fernwerk ausgestattet, besitzt etwa 6550 Pfeifen und ist damit die zweitgrößte Orgel Württembergs; die größte befindet sich im Ulmer Münster. Sie hat folgende Disposition:
| I Hauptwerk C–g3 |                 |        |
| 1.               | Prinzipal       | 16′    |
| 2.               | Quintadena      | 16′    |
| 3.               | Großoktav       | 8′     |
| 4.               | Weitgedackt     | 8′     |
| 5.               | Viola da Gamba  | 8′     |
| 6.               | Oktav           | 4′     |
| 7.               | Gemshorn        | 4′     |
| 8.               | Großterz        | 3 1⁄5′ |
| 9.               | Quint           | 2 ⁄3′  |
| 10.              | Waldflöte       | 2′     |
| 11.              | Rauschpfeife IV | 4′     |
| 12.              | Mixtur VI       | 2′     |
| 13.              | Kleinmixtur IV  | 2⁄3′   |
| 14.              | Trompete        | 16′    |
| 15.              | Trompete        | 8′     |
| 16.              | Clairon         | 4′     |

| II Seitenwerk C–g3 |                |        |
| 17.                | Gedacktpommer  | 16′    |
| 18.                | Praestant      | 8′     |
| 19.                | Bordun         | 8′     |
| 20.                | Salicional     | 8′     |
| 21.                | Oktav          | 4′     |
| 22.                | Rohrflöte      | 4′     |
| 23.                | Nasat          | 2 ⁄3′  |
| 24.                | Superoktav     | 2′     |
| 25.                | Hohlflöte      | 2′     |
| 26.                | Terzflöte      | 1 3⁄5′ |
| 27.                | Superquint     | 1 ⁄3′  |
| 28.                | Septimflöte    | 1 ⁄7′  |
| 29.                | Koppelflöte    | 1′     |
| 30.                | Mixtur V-VII   | 1′     |
| 31.                | Krummhorn      | 8′     |
| 32.                | Trompetenregal | 4′     |
|                    | Tremulant      |        |

| III Oberwerk C–g3 |                   |        |
| 33.               | Stillgedackt      | 16′    |
| 34.               | Geigend Prinzipal | 8′     |
| 35.               | Rohrgedackt       | 8′     |
| 36.               | Dulzflöte         | 8′     |
| 37.               | Oktav             | 4′     |
| 38.               | Holzflöte         | 4′     |
| 39.               | Unda maris        | 4′     |
| 40.               | Fugara            | 4′     |
| 41.               | Quintflöte        | 2 ⁄3′  |
| 42.               | Piccolo           | 2′     |
| 43.               | Septterzian III   | 1 3⁄5′ |
| 44.               | Schwiegel         | 1′     |
| 45.               | None              | 8⁄9′   |
| 46.               | Mixtur VII        | 2′     |
| 47.               | Terzzimbel II     | 1⁄5′   |
| 48.               | Dulzian           | 16′    |
| 49.               | Trompete          | 8′     |
| 50.               | Hautbois          | 8′     |
|                   | Tremulant         |        |

| IV Kronwerk C–g3 |                  |       |
| 51.              | Bleigedackt      | 8′    |
| 52.              | Quintade         | 8′    |
| 53.              | Prinzipal        | 4′    |
| 54.              | Spillflöte       | 4′    |
| 55.              | Kleinoktav       | 4′    |
| 56.              | Hörnle II        | 2′    |
| 57.              | Sifflöte         | 1 ⁄3′ |
| 58.              | Schreipfeife III | 1′    |
| 59.              | Scharfmixtur IV  | 2⁄3′  |
| 60.              | Harfenregal      | 16′   |
| 61.              | Vox humana       | 8′    |
|                  | Tremulant        |       |

| IV Fernwerk C–g3 |              |       |
| 62.              | Quintatoen   | 16′   |
| 63.              | Bourdon doux | 8′    |
| 64.              | Nachthorn    | 8′    |
| 65.              | Echogamba    | 8′    |
| 66.              | Vox angelica | 8′    |
| 67.              | Spitzflöte   | 8′    |
| 68.              | Prinzipal    | 4′    |
| 69.              | Flauto dolce | 4′    |
| 70.              | Nasatquinte  | 2 ⁄3′ |
| 71.              | Piccolo      | 2′    |
| 72.              | Sifflöte     | 1′    |
| 73.              | Trompete     | 8′    |
| 74.              | Vox humana   | 8′    |
|                  | Tremulant    |       |

| Pedalwerk C–f1 |                 |        |
| 75.            | Untersatz       | 32′    |
| 76.            | Prinzipalbass   | 16′    |
| 77.            | Subbass         | 16′    |
| 78.            | Oktavbass       | 8′     |
| 79.            | Flötenbass      | 8′     |
| 80.            | Violflöte       | 8′     |
| 81.            | Choralbass      | 4′     |
| 82.            | Rohrpommer      | 4′     |
| 83.            | Nachthorn       | 2′     |
| 84.            | Basszink III    | 6 2⁄5′ |
| 85.            | Mixtur VI       | 2 ⁄3′  |
| 86.            | Bombarde        | 32′    |
| 87.            | Posaune         | 16′    |
| 88.            | Stillfagott     | 16′    |
| 89.            | Trompetenbass   | 8′     |
| 90.            | Clarine         | 4′     |
| 91.            | Singend Cornett | 2′     |

- 12 Koppeln
- Spielhilfen: Setzeranlage, vier freie Kombinationen, drei freie Pedalkombinationen, Registercrescendo, zweiter Spieltisch auf der unteren Empore (drittes Manual der Hauptorgel spielbar)

### Glocken

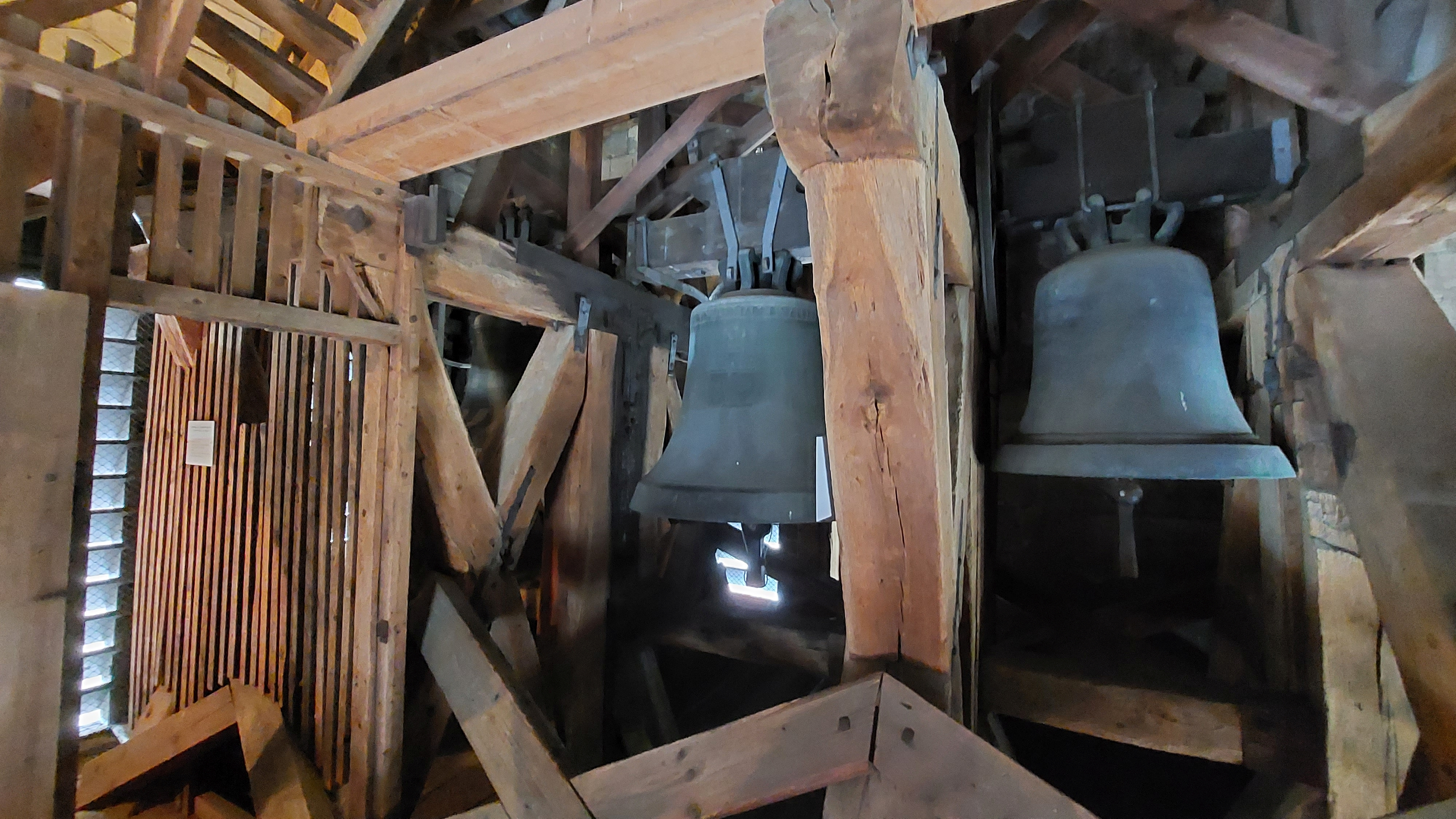
Glocken Nordturm 2. Plattform

In den beiden Türmen hängen insgesamt sieben Glocken, von denen sechs geläutet werden, fünf Glocken einzeln oder zusammen nach einer festgelegten Läuteordnung zu Gottesdiensten, zum Gebet und zu Festtagen.
Es handelt sich um zwei Glocken im Südturm (Nr. 4 und 7) und fünf Glocken im Nordturm (Nr. 1–3, 5 und 6).
Nicht unerwähnt bleiben sollte die Osannaglocke aus dem Jahr 1421 (wie die Marienglocke ebenfalls von Meister Otto gegossen) die sich im Nordturm auf der dritten Plattform befand und im Zweiten Weltkrieg „verloren ging“ (Glockenfriedhof Hamburg).
| Nr. | Name der Glocke                                               | Schlagton | Gussjahr | Gießer, Gussort                     | Gewicht ca. | Durchmesser |
| --- | ------------------------------------------------------------- | --------- | -------- | ----------------------------------- | ----------- | ----------- |
| 1   | Gloriosa (Nordturm, 1. Plattform)                             | b0 +5     | 1962     | Glockengießerei H. Kurtz, Stuttgart | 3881 kg     | 1810 mm     |
| 2   | Dominica (Nordturm, 1. Plattform)                             | c1 +3     | 1959     | Glockengießerei H. Kurtz, Stuttgart | 2795 kg     | 1620 mm     |
| 3   | Betglocke (Nordturm, 2. Plattform)                            | es1 +5    | 1951     | Glockengießerei H. Kurtz, Stuttgart | 1600 kg     | 1340 mm     |
| 4   | Kreuz- und Schiedglocke, Marienglocke (Südturm)               | f1 +5     | 1421     | Meister Otto                        | 1750 kg     | 1335 mm     |
| 5   | Zeichenglocke, Margaretenglocke (Nordturm, 2. Plattform)      | g1 +6     | um 1300  | unbekannter Meister                 | 0927 kg     | 1105 mm     |
| 6   | Taufglocke, einst Sturm-/Feuerglocke (Nordturm, 2. Plattform) | a1 +1     | um 1200  | unbekannter Meister                 | 700 kg      | 1005 mm     |
| 7   | Zehnuhrglöcklein, auch Weinglöcklein (Spitze Südturm)*        | f         | 1591     | Glockengießer Miller                | 120 kg      | 570 mm      |

* Wird seit 1896 nicht mehr geläutet.

## Ausgrabungsmuseum
In den Jahren 1960 bis 1963 wurde im Zuge des Einbaus einer Heizungsanlage unter Leitung von G. P. Fehring eine archäologische Untersuchung des Bereichs unter der und rund um die Stadtkirche St. Dionys vorgenommen. Die Funde, darunter die Nordman-Grabplatte, sind heute im Ausgrabungsmuseum unter der Stadtkirche zu sehen. Die Ausgrabungen unter St. Dionys waren der Anlass zur Einrichtung des Fachbereichs „Archäologie des Mittelalters“ beim Landesamt für Denkmalpflege.

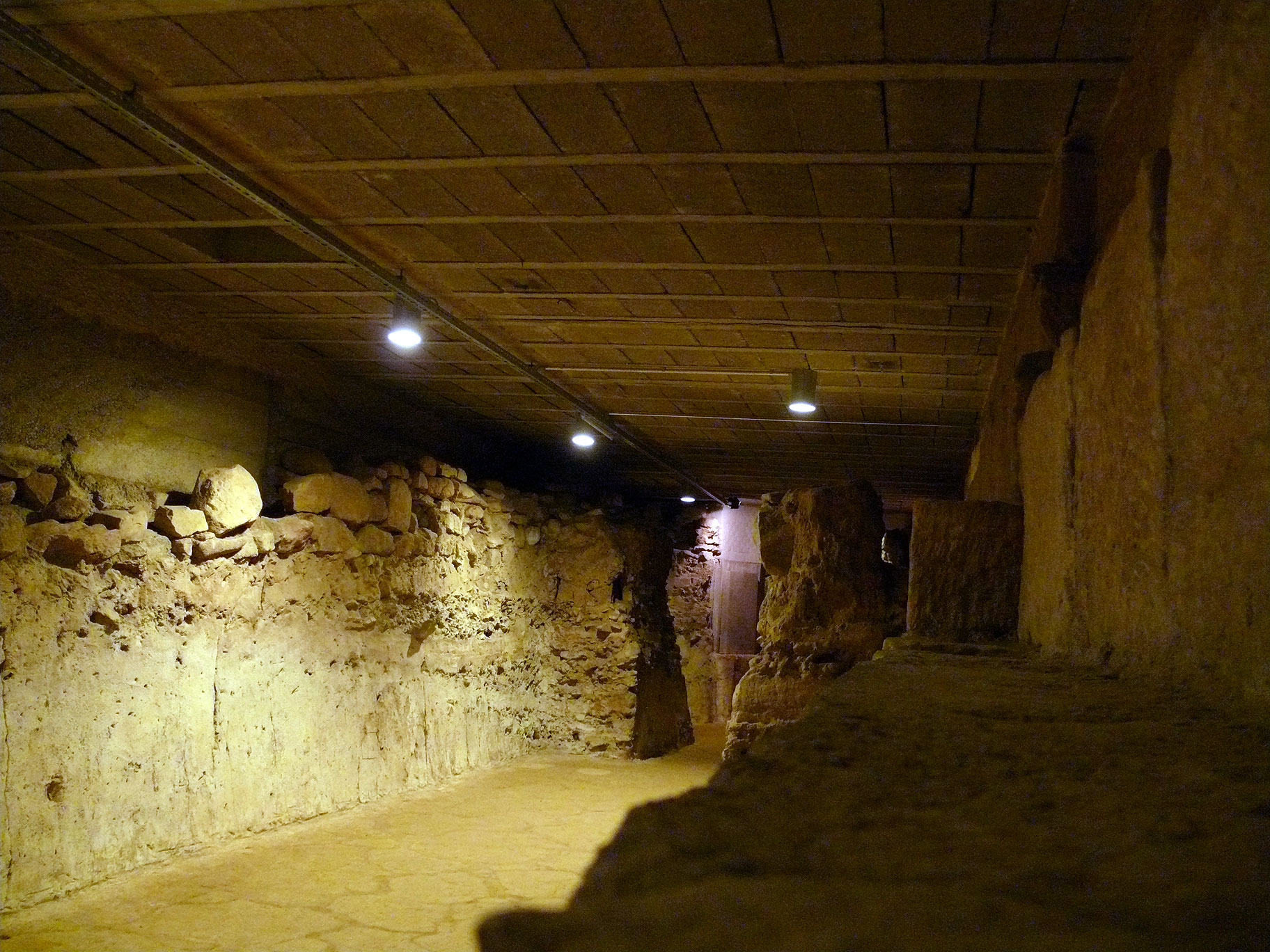
Ein Gang in den Ausgrabungen, hier unter dem nördlichen Seitenschiff
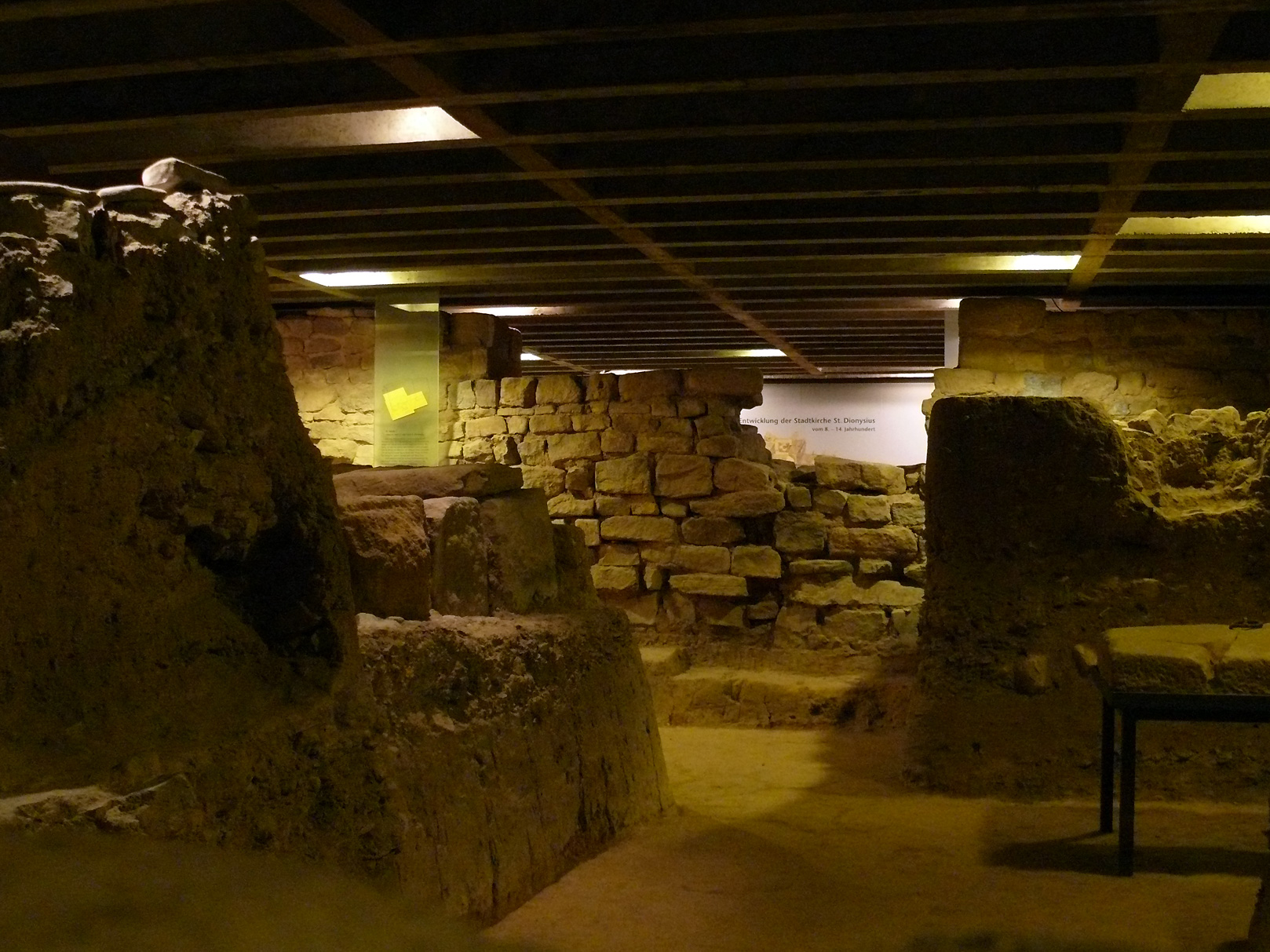
Zwischen den Fundamenten der Kirchenschiffe von St. Vitalis I und II
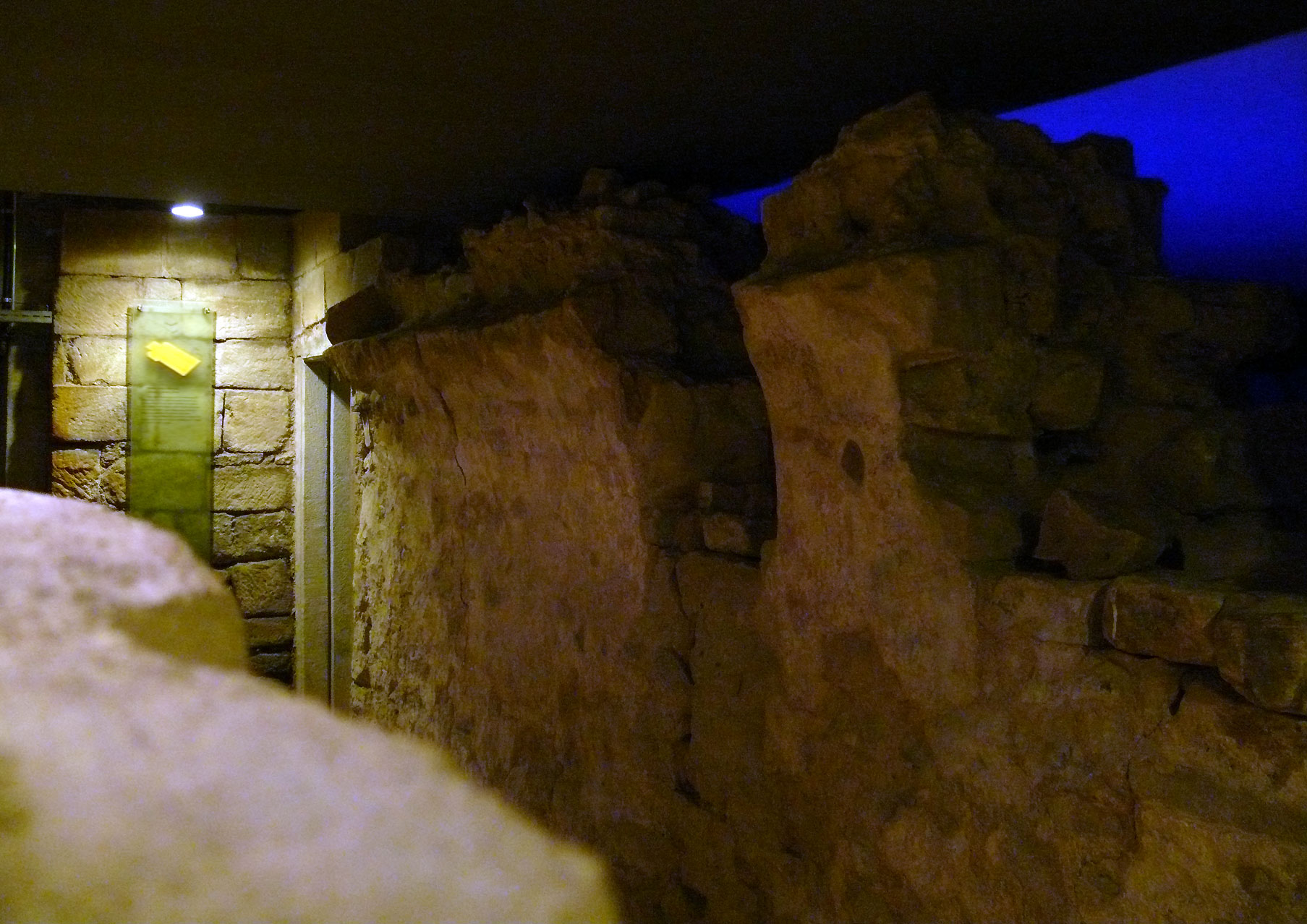
Ostwand der Krypta von St. Vitalis II mit Ansatz zum Tonnengewölbe
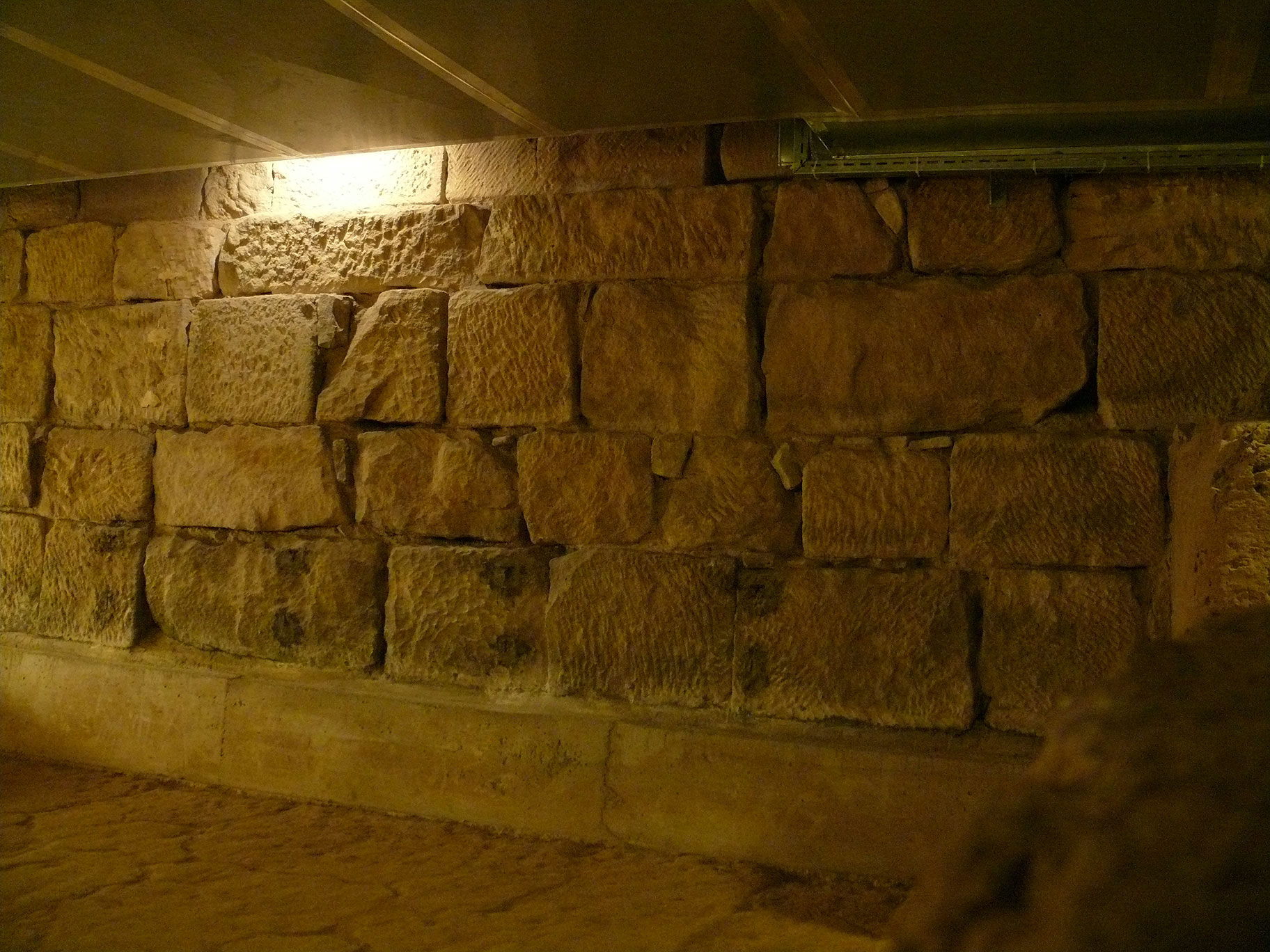
Fundamente für die Säulen im heutigen Langhaus
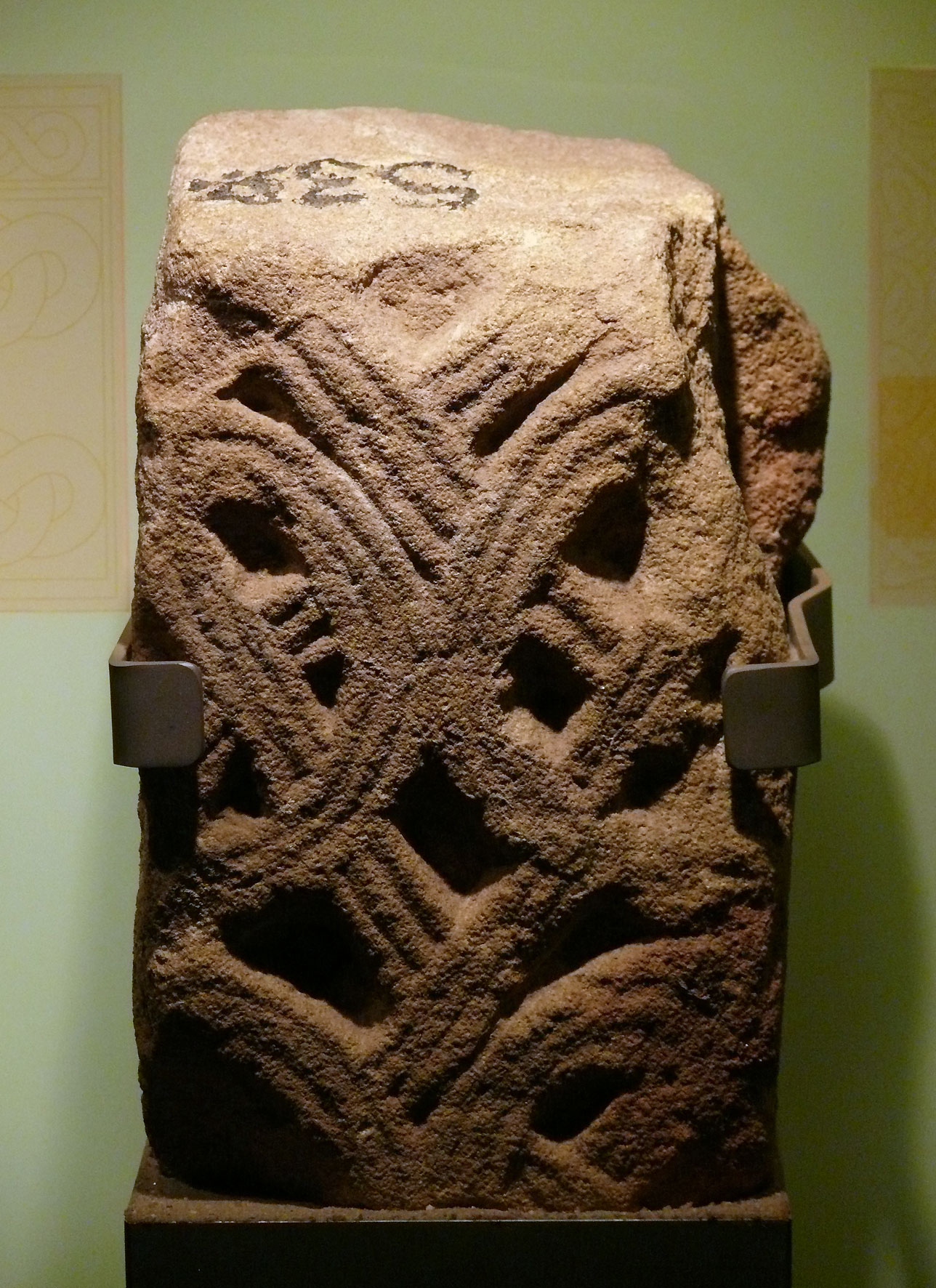
Ausgrabungsfund: Relief mit Flechtwerk-Ornament
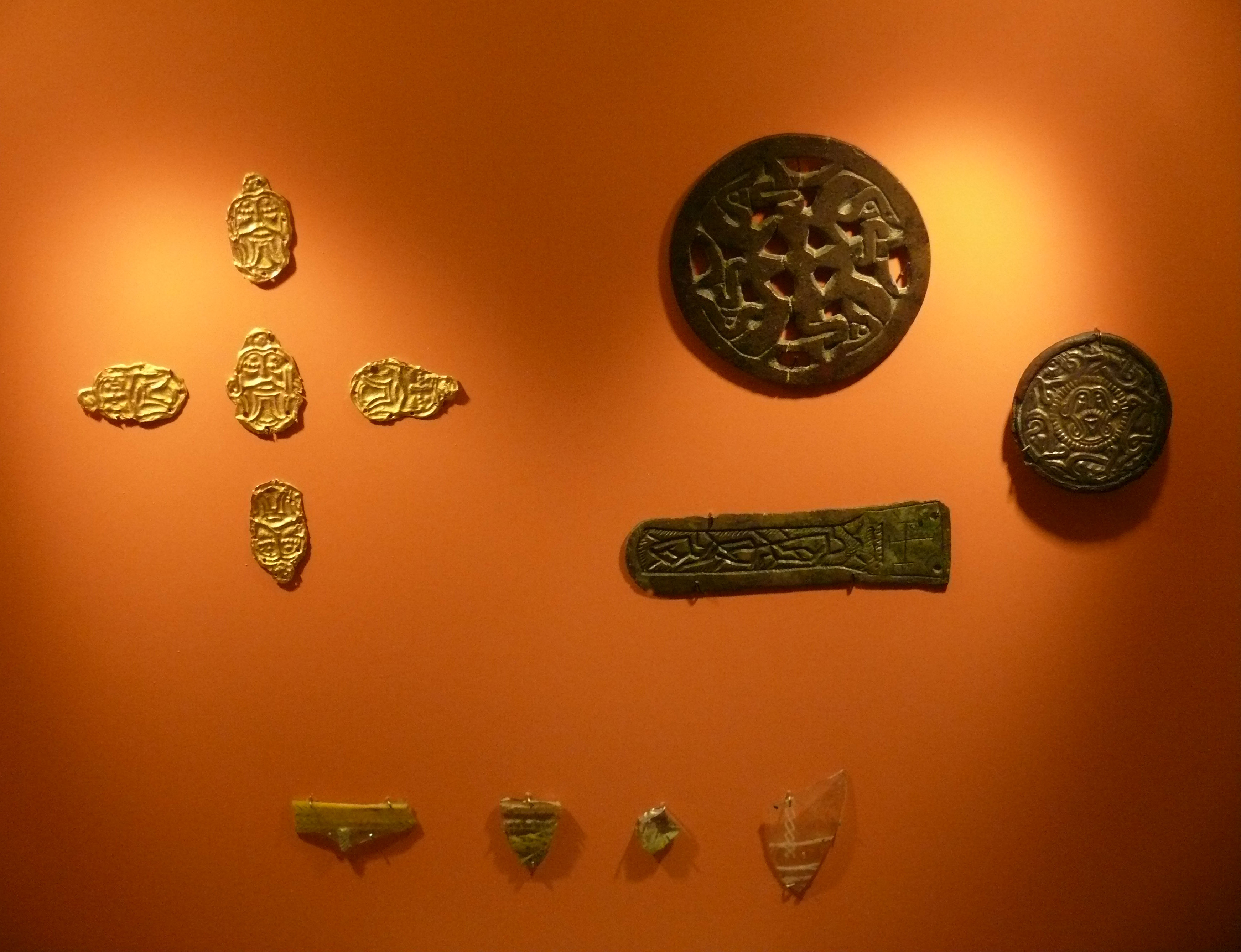
Ausgrabungsfund: mittelalterlicher Schmuck
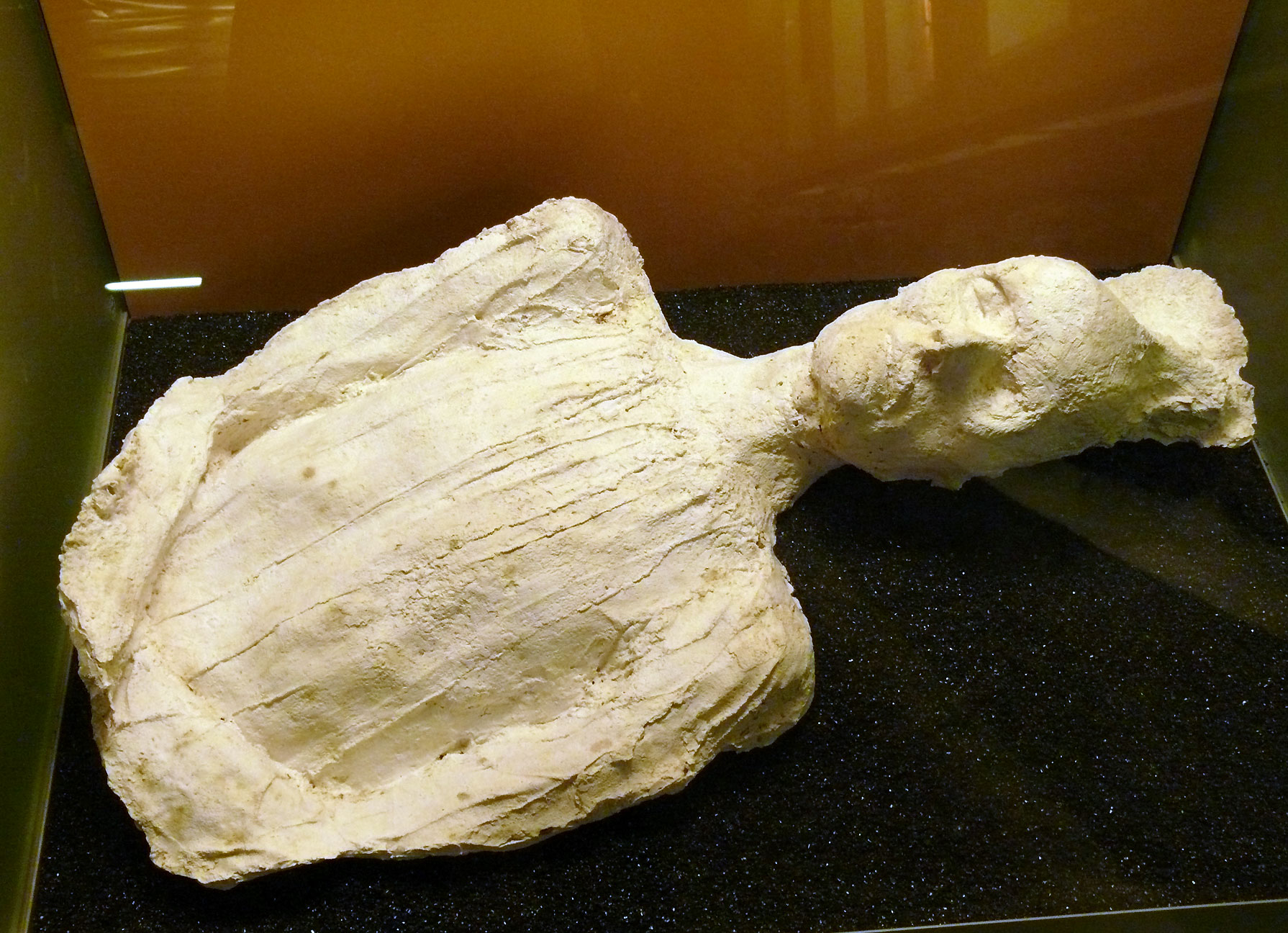
Abguss des durch Kalk konservierten Leichnams einer um 1650/60 an der Pest gestorbenen Person
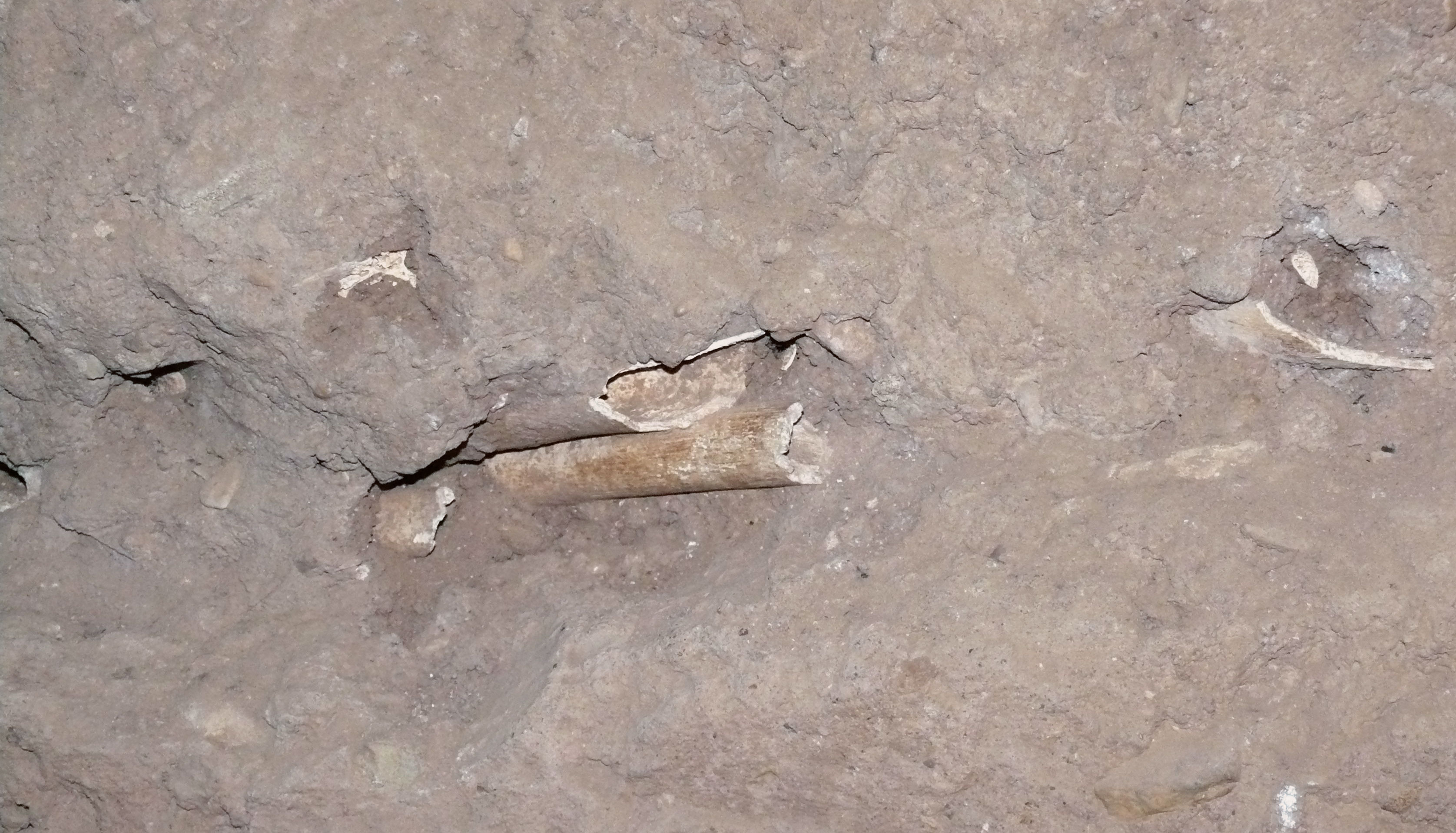
Das Erdreich steckt voller Knochen hier bestatteter Menschen